# Liste der Verwaltungseinheiten Osttimors

Lage Osttimors

Diese Liste führt die administrativen Einheiten Osttimors auf. Für die heute gültige Gliederung wurden mit dem ministeriellen Dokument 6/2003 vom 29. Juli 2003 die Grundlagen festgelegt. 2014/2015 erfolgte eine Umbenennung der bisherigen Distrikte (portugiesisch Distrito) in Gemeinden (portugiesisch Município) und der Subdistrikte (portugiesisch Subdistrito) in Verwaltungsämter (portugiesisch Posto Administrativo).
Seit dem 1. Januar 2024 besteht Osttimor aus 13 Gemeinden und der Sonderverwaltungsregion Oe-Cusse Ambeno, 70 Verwaltungsämtern, 461 Sucos und 2.233 Aldeias.

## Übersicht
Der Staat Osttimor teilt sich in 13 Gemeinden und die Sonderverwaltungsregion Oe-Cusse Ambeno. Diese unterteilen sich wiederum bis zum 1. Januar 2024 in 65 Verwaltungsämter. Die Verwaltungseinheit des Sucos kann aus einem Dorf, mehreren Dörfer oder auch nur einem Stadtteil bestehen. Diese verfügen zusätzlich über Aldeias, die ebenfalls über ein gewähltes Oberhaupt verfügen und mit einer Dorfgemeinschaft oder einer Nachbarschaft in einer Stadt vergleichbar sind. 2019 wurden erstmals offizielle Karten veröffentlicht, welche die Grenzen der Aldeias zeigen. Manche Städte Osttimors dehnen sich über mehrere Sucos aus. Die Hauptstadt Dili breitet sich sogar über mehrere Verwaltungsämter aus und besteht alleine aus 22 urbanen Sucos, die vergleichbar mit Stadtteilen sind. Das Ministeriellen Dokument n.° 199/2009 enthält eine Liste der damals bestehenden Verwaltungseinheiten. Das Dokument legt auch die Schreibweise für die administrative Einheiten bis hinunter zu den Aldeias fest. Einige Änderungen bei den Sucos und Aldeias wurden nach der Veröffentlichung des Ministeriellen Dokuments n.° 6/2003 noch am 14. Juli 2004 vorgenommen. 2017 wurden mit dem Ministeriellen Dokument n.° 16/2017 zehn weitere Sucos und acht Aldeias geschaffen. Zum 1. Oktober 2023 entstanden neun weitere Sucos.
Die im Jornal da República veröffentlichten Listen zum Diploma Ministerial n.° 16/2017 vom 31. März und in der korrigierenden Fassung vom 9. Mai weisen beide diverse Fehler auf (Tippfehler, Verschiebungen von Zugehörigkeiten), die in dieser Liste anhand der älteren Dokumente und Daten des Direcção-Geral de Estatística (DGE) korrigiert wurden. 2019 veröffentlichte das DGE erstmals Landkarten mit den aktuellen Grenzen aller Verwaltungseinheiten, inklusive der Aldeias. Die Daten für die Karten wurden vor Ort, mit Hilfe der Chefes de Suco, gesammelt. Sie zeigen Unterschiede zu den Listen im Diploma Ministerial n.° 16/2017, waren aber nun die offizielle Grundlage, auch für die Volkszählung 2022.
Am 19. Februar 2021 beschloss der Ministerrat mit dem II. Anhang an das Gesetz 11/2009 die Insel Atauro zur eigenständigen Gemeinde zu erklären. In der Gemeinde Ermera wurden die Sucos Lisapat, Mau-Ubo, Urahou, Fatubolo und Fatubessi von Hatulia als neues Verwaltungsamt Hatulia B abgetrennt. In der Gemeinde Lautém wurde von Lospalos das neue Verwaltungsamt Loré abgetrennt. Das Nationalparlament stimmte den Plänen endgültig am 31. Mai 2021 einstimmig zu. Die Schaffung der Gemeinde Atauro und der Verwaltungsämter Hatulia B und Loré wurde am 1. Januar 2022 vollzogen. Atauro blieb zudem auch ein Verwaltungsamt.
Am 1. Januar 2024 wurden drei neue Verwaltungsämter geschaffen werden. Von Maubara (Gemeinde Liquiçá) wurde das Verwaltungsamt Loes mit 132 km² und etwa 9.700 Einwohnern abgetrennt. Von Quelicai (Gemeinde Baucau) trennte man zwei neuen Verwaltungsämter ab. Quelicai Antigo (Alt-Quelicai) mit 80 km² und 6.600 Einwohnern und Matebian, ebenfalls mit 80 km² und 4.300 Einwohnern.

## Administrative Einheiten

### Gemeinde Aileu
Aileu liegt im Nordwesten von Osttimor und ist einer der beiden Gemeinden ohne Zugang zum Meer. Aileu grenzt im Norden an die Gemeinde Dili, im Osten an Manatuto, im Südosten an Manufahi, im Süden an Ainaro, im Westen an Ermera und im Nordwesten an Liquiçá. Verwaltungsämter sind Aileu, Laulara, Lequidoe und Remexio.
2004 wurde der Suco Hurairaco dem Suco Seloi Malere angegliedert. 2017 wurden mit Bocolelo (aus Fatisi) und Lequitura (aus Lausi) zwei neue Sucos und fünf neue Aldeias geschaffen, während eine Aldeia verschwand.
Statistische Daten der Gemeinde
Hauptstadt: Aileu

Einwohner: 54.631 (2022)

Fläche: 735,94 km²

ISO 3166-2: TL-AL

33 Sucos

139 Aldeias
| Aileu          |            |                      |                                       | |
| Verwaltungsamt | Fläche     | Einwohnerzahl (2015) | Suco                                  | Aldeias                                                                                             |
| Aileu Vila     | 320,99 km² | 24.049               | Aissirimou                            | Aituhularan, Bercati, Bessilau, Erkoatun, Hudilaran                                                 |
| Aileu Vila     | 320,99 km² | 24.049               | Bandudato                             | Dailor, Raelete, Taiblor                                                                            |
| Aileu Vila     | 320,99 km² | 24.049               | Fahiria                               | Daulala, Fahiria, Fatubuti, Manulete, Sarin, Sidole                                                 |
| Aileu Vila     | 320,99 km² | 24.049               | Fatubossa                             | Caicasa, Coulau, Erhetu, Fatubossa, Hoholete, Liclaucana, Urhua                                     |
| Aileu Vila     | 320,99 km² | 24.049               | Hoholau                               | Aslimhati, Hatulai, Manubata, Mau-Uluria, Saharai                                                   |
| Aileu Vila     | 320,99 km² | 24.049               | Lahae                                 | Denhuni, Eralolo, Lacasori, Lahae, Riatelo                                                          |
| Aileu Vila     | 320,99 km² | 24.049               | Lausi                                 | Erbuti, Lausi, Riafusun                                                                             |
| Aileu Vila     | 320,99 km² | 24.049               | Lequitura (2017 von Lausi abgetrennt) | Erluli (2017 neu), Lequitura, Rairema, Riheun (2017 neu)                                            |
| Aileu Vila     | 320,99 km² | 24.049               | Liurai                                | Banderahun, Coulaudo, Fatubessi, Fatulmau, Laclo, Quirilelo, Raimanso, Rairema                      |
| Aileu Vila     | 320,99 km² | 24.049               | Saboria                               | Bermanuleu, Lerulete, Saboria                                                                       |
| Aileu Vila     | 320,99 km² | 24.049               | Seloi Craic                           | Casamou, Colihoho, Fatumane, Faularan, Halalmeta, Leobraudu, Lio, Raicoalefa, Tabulasi, Talifurleu  |
| Aileu Vila     | 320,99 km² | 24.049               | Seloi Malere                          | Cotbauru, Hularema, Kabasfatin, Malere, Maurusa, Taratihi                                           |
| Laulara        | 66,73 km²  | 7.090                | Bocolelo (2017 von Fatisi abgetrennt) | Bocolelo (2017 aufgelöst), Donfonamo, Mauberhatan (2017 neu), Ermequi (2017 neu), Kuncin (2017 neu) |
| Laulara        | 66,73 km²  | 7.090                | Cotolau                               | Binona, Cotolau, Lebucucu, Ornai, Ramerlau                                                          |
| Laulara        | 66,73 km²  | 7.090                | Fatisi                                | Banro, Maubouc, Umanlau                                                                             |
| Laulara        | 66,73 km²  | 7.090                | Madabeno                              | Belumhatu, Desmanhata, Lismori, Manehalo, Manufoni, Remapati                                        |
| Laulara        | 66,73 km²  | 7.090                | Talitu                                | Casmantutu, Fatuc-Hun, Quelae, Talitu                                                               |
| Laulara        | 66,73 km²  | 7.090                | Tohumeta                              | Acadiro, Berlihu-Meta, Tohumeta                                                                     |
| Lequidoe       | 137,37 km² | 6.765                | Acubilitoho                           | Acumata, Biiloco, Hautoho                                                                           |
| Lequidoe       | 137,37 km² | 6.765                | Bereleu                               | Berelau, Lebumetan, Lebutu, Riamori, Tataresi                                                       |
| Lequidoe       | 137,37 km² | 6.765                | Betulau                               | Lebutun, Naumata, Sarabere                                                                          |
| Lequidoe       | 137,37 km² | 6.765                | Fahisoi                               | Dailorluta, Locotoi, Tatilisame                                                                     |
| Lequidoe       | 137,37 km² | 6.765                | Faturilau                             | Cairema, Lebumeran                                                                                  |
| Lequidoe       | 137,37 km² | 6.765                | Manucassa                             | Fatumerin, Manutai                                                                                  |
| Lequidoe       | 137,37 km² | 6.765                | Namolesso                             | Aitoin, Lacabou, Maucurunamo, Serema                                                                |
| Remexio        | 210,86 km² | 10.933               | Acumau                                | Aimerahun, Fatumanaro, Leroliça                                                                     |
| Remexio        | 210,86 km² | 10.933               | Fadabloco                             | Lequiça, Lilitei, Raifatu, Rileu                                                                    |
| Remexio        | 210,86 km² | 10.933               | Fahisoi                               | Bereliurai, Deruti, Mautoba                                                                         |
| Remexio        | 210,86 km² | 10.933               | Faturasa                              | Bereliço, Caitaso, Faculau, Raemerhei                                                               |
| Remexio        | 210,86 km² | 10.933               | Hautoho                               | Aibutihun, Lebutu, Raemerhei                                                                        |
| Remexio        | 210,86 km² | 10.933               | Liurai                                | Cotomori, Laraluha, Manutane                                                                        |
| Remexio        | 210,86 km² | 10.933               | Maumeta                               | Aibana, Aitoi, Tuqueu                                                                               |
| Remexio        | 210,86 km² | 10.933               | Tulataqueo                            | Aicurus, Dacilelo, Roluli, Samalete                                                                 |

### Gemeinde Ainaro
Ainaro liegt an der Südküste Osttimors an der Timorsee. Im Norden grenzt es an die Gemeinde Aileu, im Osten an Manufahi, im Südwesten an Cova Lima, im Westen an Bobonaro und im Nordwesten an Ermera. Verwaltungsämter sind Ainaro, Hato-Udo, Hatu-Builico und Maubisse. Während der indonesischen Besatzungszeit wurde der damalige Verwaltungsamt Turiscai abgetrennt und dem Distrikt Manufahi angeschlossen, wofür Hato-Udo von Manufahi zu Ainaro wechselte. 2003 wurde der Verwaltungsamt Mape-Zumalai von Ainaro abgetrennt und dem Distrikt Cova Lima zugeschlagen.
Statistische Daten der Gemeinde
Hauptstadt: Ainaro

Einwohner: 72.989 (2022)

Fläche: 802,59 km²

ISO 3166-2: TL-AN

21 Sucos

131 Aldeias
| Ainaro         |            |                      |              | |
| Verwaltungsamt | Fläche     | Einwohnerzahl (2015) | Suco         | Aldeias |
| Ainaro         | 234,65 km² | 16.121               | Ainaro       | Ainaro, Builico, Hato-Mera, Lugatú, Nugufú, Sebagulau, Teliga                                                      |
| Ainaro         | 234,65 km² | 16.121               | Cassa        | Boltama, Civil, Lailima, Mau-Suca Bemoris, Queça-Mau                                                               |
| Ainaro         | 234,65 km² | 16.121               | Manutaci     | Bau-Hati-Lau, Canudo, Hato-Meta-Udo, Rae-Buti-Udo                                                                  |
| Ainaro         | 234,65 km² | 16.121               | Mau-Nuno     | Aileu, Mama-Lau, Mau-Suca                                                                                          |
| Ainaro         | 234,65 km² | 16.121               | Mau-Ulo      | Dagamessa, Hato-Lau, Hato-Lelo, Mau-Ulo-Pú, Mau-Ulu-Lau                                                            |
| Ainaro         | 234,65 km² | 16.121               | Soro         | Guer-Udo, Leolala, Poelau, Terlora                                                                                 |
| Ainaro         | 234,65 km² | 16.121               | Suro-Craic   | Ailau, Bazar, Nó-Ulo, Ria-Mori                                                                                     |
| Hato-Udo       | 246,99 km² | 10.299               | Foho-Ai-Lico | Ailora, Ainaro-Quic, Baha, Lebo-Mera, Lesso, Raimerlau                                                             |
| Hato-Udo       | 246,99 km² | 10.299               | Leolima      | Aimerleu, Dausur, Goulau, Groto, Hutseo, Lesse, Luro, Nuno-Boco, Rae-Soro, Suro-Craic                              |
| Hatu-Builico   | 129,34 km² | 12.966               | Mauchiga     | Goulora, Hato-Quero, Leotelo I, Leotelo II, Mauchiga                                                               |
| Hatu-Builico   | 129,34 km² | 12.966               | Mulo         | Aituto, Bleheto, Hautio, Mano-Mera, Maulahulo, Mulo, Queorudo, Tatiri                                              |
| Hatu-Builico   | 129,34 km² | 12.966               | Nuno-Mogue   | Hatu-Builico, Hato-Seraquei, Laqueco, Lebulau, Mausoromata, Nuno-Mogue-Lau, Queorema, Tucaro                       |
| Maubisse       | 191,60 km² | 23.750               | Aituto       | Aihou, Airaca-Lau, Betulala, Goulolo, Hato-Buti, Lebututo, Lientuto, Mau-Lefo, Russulau                            |
| Maubisse       | 191,60 km² | 23.750               | Edi          | Demutete, Hebau, Lobibo, Rai-Mera, Talale, Tali-Felo                                                               |
| Maubisse       | 191,60 km² | 23.750               | Fatubessi    | Caitara, Cassimidei, Hohulo, Rae-Buti-Lau, Titibauria, Tutu-Fili                                                   |
| Maubisse       | 191,60 km² | 23.750               | Horai-Quic   | Cartolo, Gourema, Hatussao, Lau-Heli                                                                               |
| Maubisse       | 191,60 km² | 23.750               | Liurai       | Bere-Tai, Erbean, Hoho-Naro, Mau-Mude                                                                              |
| Maubisse       | 191,60 km² | 23.750               | Manelobas    | Cotomata, Ernaro, Hautei, Hautilo                                                                                  |
| Maubisse       | 191,60 km² | 23.750               | Manetú       | Boro-Ulo, Dau-Lelo, Hahi-Tali, Lebo-Luli, Mau-Lai, Quiri-Coli, Russulau                                            |
| Maubisse       | 191,60 km² | 23.750               | Maubisse     | Cano-Rema, Goulala, Hato-Fae, Hato-Luli, Hautado, Lequi-Tei, Ria-Leco, Ria-Mori, Sarlala, Teli-Tuco, Ura-Hou, Vila |
| Maubisse       | 191,60 km² | 23.750               | Maulau       | Aihosan, Hahi-Mau, Hato-Cade, Hato-Lete, Laca-Mali-Cau, Lumo-Luli, Maleria, Rita, Tara-Bula, Ussululi              |

### Gemeinde Atauro
Atauro wurde zum 1. Januar 2022 von der Gemeinde Dili als eigenständige Gemeinde abgetrennt. Die Insel liegt nördlich von der Hauptstadt Dili.
Statistische Daten der Gemeinde
Hauptstadt: Vila Maumeta

Einwohner: 10.302 (2022)

Fläche: 140,13 km²

ISO 3166-2: TL-AT

5 Sucos

19 Aldeias
| Atauro         |            |                      |              |                                        |
| Verwaltungsamt | Fläche     | Einwohnerzahl (2015) | Suco         | Aldeias                                |
| Atauro         | 140,13 km² | 9.274                | Beloi        | Adara, Arlo, Maquer, Usubemaço         |
| Atauro         | 140,13 km² | 9.274                | Biqueli      | Ilicnamo, Ilidua Douro, Pala, Uaro-Ana |
| Atauro         | 140,13 km² | 9.274                | Macadade     | Anartuto, Berau, Bite, Ili-Timur       |
| Atauro         | 140,13 km² | 9.274                | Maquili      | Fatulela, Macelihu, Mau-Laku, Mau-Meta |
| Atauro         | 140,13 km² | 9.274                | Vila Maumeta | Eclae, Ilimanu, Ilitecaraquia          |

### Gemeinde Baucau
Die Gemeinde Baucau liegt an der östlichen Nordküste Osttimors an der Straße von Wetar. Östlich grenzt sie an die Gemeinde Manatuto, im Westen an Lautém und im Süden an Viqueque. Verwaltungsämter sind Baguia, Baucau, Laga, Matebian, Quelicai, Quelicai Antigo, Vemasse und Venilale.
2004 wurde der Suco Caicido dem Suco Tirilolo angegliedert. Am 1. Oktober 2023 wurde der Suco Builaique (Builai) von Buibau abgetrennt, Caibada Makasa’e (Caibada Macasa) von Caibada und Ueru-Mata (Ueru Mata) von Samalari.
Statistische Daten der Gemeinde
Hauptstadt: Baucau

Einwohner: 133.881 (2022)

Fläche: 1.504,17 km²

ISO 3166-2: TL-BA

59 Sucos

281 Aldeias
| Baucau          |            |                      |                     | |
| Verwaltungsamt  | Fläche     | Einwohnerzahl (2015) | Suco                | Aldeias |
| Baguia          | 212,18 km² | 12.962               | Afaloicai           | Buibela, Lena, Oqui-Lari, Uai-Mata                                                                                 |
| Baguia          | 212,18 km² | 12.962               | Alawa Craik         | Afaguia, Alaua, Ne-Olidae, Sorucama, Ua-Sufa                                                                       |
| Baguia          | 212,18 km² | 12.962               | Alawa Leten         | Ae-Afa, Alaua, Bibilalari, Maurubi-Assa, Selibere                                                                  |
| Baguia          | 212,18 km² | 12.962               | Defawasi            | Defawasi, Lari-Bere, Sae-Meta, Uarou                                                                               |
| Baguia          | 212,18 km² | 12.962               | Hae Coni            | Afalari, Bahatata, Basarauai, Larigua, Lari Sula, Uaiboro                                                          |
| Baguia          | 212,18 km² | 12.962               | Larisula            | Baiana, Bibidae, Bubu-Ha, Lauhare, Tirifalo, Uata Tefo, Uro                                                        |
| Baguia          | 212,18 km² | 12.962               | Lavateri            | Fanalolo, Ledana, Onortibalari, Osso Issi Lari, Uabubo                                                             |
| Baguia          | 212,18 km² | 12.962               | Osso Huna           | Betulari, Uaicadae, Uaibuita’I                                                                                     |
| Baguia          | 212,18 km² | 12.962               | Samalari            | Daraloi Leten, Daraloi-Craik, Iraosso, Taubere                                                                     |
| Baguia          | 212,18 km² | 12.962               | Uacala              | Baboro, Baiafa, Betu-Muto, Uacala                                                                                  |
| Baucau          | 369,62 km² | 47.294               | Bahu                | Ana-Ulo, Boi-Le, Lamegua, Macadai, Ro-Ulo                                                                          |
| Baucau          | 369,62 km² | 47.294               | Bucoli              | Aubaca, Lequi Loi Uato, Luliheni, Macadai de Baixo, Macadai de Cima, Uaisemo                                       |
| Baucau          | 369,62 km² | 47.294               | Buibau              | Buibau, Loidua |
| Baucau          | 369,62 km² | 47.294               | Builaique           | Alala, Builai, Manulai, Samalaculiba                                                                               |
| Baucau          | 369,62 km² | 47.294               | Buruma              | Casmuto, Ono-Sere, Soli-Ua, Taci                                                                                   |
| Baucau          | 369,62 km² | 47.294               | Caibada             | Ana-Uaro, Haurobu, Uani-Uma                                                                                        |
| Baucau          | 369,62 km² | 47.294               | Caibada Makasa’e    | Boru-Baha, Caiobilale, Data-Ua, Maulame                                                                            |
| Baucau          | 369,62 km² | 47.294               | Gariuai             | Bahamori, Cairiri, Darasula, Gariuai, Maucale, Uaibehana, Uatu-Ua, Uaturau                                         |
| Baucau          | 369,62 km² | 47.294               | Samalari            | Festau, Ossoluga, Samalari, Sorulai                                                                                |
| Baucau          | 369,62 km² | 47.294               | Seiçal              | Ague, Hene-Uabubo, Lacoda, Loiborouai, Umaquerek                                                                   |
| Baucau          | 369,62 km² | 47.294               | Tirilolo            | Betulale, Caicido, Lialailesso, Lutumuto, Osso-Ua, Parlamento                                                      |
| Baucau          | 369,62 km² | 47.294               | Triloca             | Aubaca, Bado-Ho'O, Lequiloi Uato, Macadai                                                                          |
| Baucau          | 369,62 km² | 47.294               | Uailili             | Afacaimau, Afagua, Alala, Ledatame, Manulai, Samalaculiba, Uaimanuboe, Uatubala, Uaturau de Baixo, Uaturau de Cima |
| Laga            | 194,07 km² | 18.359               | Atelari             | Atelari, Auraba, Lauadae, Liarafa, Loilari, Nelu Uai, Samagata, Siguilaba, Sirimana, Uatalofo                      |
| Laga            | 194,07 km² | 18.359               | Libagua             | Buibata, Larimuta, Larino, Libagua, Tirilolo                                                                       |
| Laga            | 194,07 km² | 18.359               | Nunira              | Borulau, Buscaulari, Lalulai, Loilaco, Uasilaua                                                                    |
| Laga            | 194,07 km² | 18.359               | Saelari             | Bubuloma, Lari-Ledana, Lari Sula, Lari Tau, Lau Hare, Riadae, Saelari, Samalolo, Terubala                          |
| Laga            | 194,07 km² | 18.359               | Sagadate            | Abuti, Alasafa, Auraba, Beliuali, Ia Sula, Naha-Afa, One-Bu'O, Samagata, Selegua, Sire-Bu'U, Ulabuti               |
| Laga            | 194,07 km² | 18.359               | Samalari            | Desagua, Lalu Uai, Lualari, Sae Uata Issi, Samalari, Sorugua                                                       |
| Laga            | 194,07 km² | 18.359               | Soba                | Assa-Nuno, Bole Ha, Butufalo, Fatiliri, Heu-Uai, Laicua                                                            |
| Laga            | 194,07 km² | 18.359               | Tequinaumata        | Bulubai, Caicasalari, Iti-Daho, Samaguia                                                                           |
| Laga            | 194,07 km² | 18.359               | Ueru-Mata           | Ueru-Mata |
| Matebian        | 47,73 km²  | 4.921                | Abo                 | Abo Cairedo, Abo-Da'E-Mena, Abo-Lir, Abo-Matebian                                                                  |
| Matebian        | 47,73 km²  | 4.921                | Laisorolai de Baixo | Dara-Oma, Lego, Saua-Cassa, Ulu-Soro                                                                               |
| Matebian        | 47,73 km²  | 4.921                | Laisorolai de Cima  | Baticassa, Uaidaba, Uata-Liu                                                                                       |
| Matebian        | 47,73 km²  | 4.921                | Lelalai             | Dauaduca, Dessa, Maluro, Ossoliro                                                                                  |
| Matebian        | 47,73 km²  | 4.921                | Maluro              | Loilubo-Uagua, Namanei, Samafalo, Ua-Robo                                                                          |
| Quelicai        | 68,23 km²  | 7.812                | Baguia              | Butileo, Laua-Liu, Saraida                                                                                         |
| Quelicai        | 68,23 km²  | 7.812                | Bualale             | Lialura, Osso-Messa                                                                                                |
| Quelicai        | 68,23 km²  | 7.812                | Lacoliu             | Lacodala, Mucububo, Uaule                                                                                          |
| Quelicai        | 68,23 km²  | 7.812                | Letemumo            | Lau-Mana, Lebenei, Manome, Ruta, Uaidora                                                                           |
| Quelicai        | 68,23 km²  | 7.812                | Macalaco            | Bocilai, Defadae, Macalira                                                                                         |
| Quelicai Antigo | 214,15 km² | 5.711                | Abafala             | Assa-Loqui, Caranu, Mumana, Telaha                                                                                 |
| Quelicai Antigo | 214,15 km² | 5.711                | Afaçá               | Boralai, Uligata, Vecubuti                                                                                         |
| Quelicai Antigo | 214,15 km² | 5.711                | Guruça              | Eu-Afa, Fae-Ua, Laculela, Saebere, Uadaboru                                                                        |
| Quelicai Antigo | 214,15 km² | 5.711                | Namanei             | Cirilaco, Daicou, Loirae, Ua-Sufa                                                                                  |
| Quelicai Antigo | 214,15 km² | 5.711                | Uaitame             | Caranu, Gamana, Gugulai, Sialimo                                                                                   |
| Vemasse         | 358,47 km² | 9.643                | Caicua              | Bahamori, Caicua                                                                                                   |
| Vemasse         | 358,47 km² | 9.643                | Loilubo             | Caitaranau, Nunoti, Uaidau                                                                                         |
| Vemasse         | 358,47 km² | 9.643                | Ossouala            | Caidenulale, Hoineuai, Lolinuno, Uaicnassa, Uma Ana Ico                                                            |
| Vemasse         | 358,47 km² | 9.643                | Ostico              | Bahamori, Haunau, Ostico                                                                                           |
| Vemasse         | 358,47 km² | 9.643                | Uaigae              | Lari, Mota |
| Vemasse         | 358,47 km² | 9.643                | Uato-Lari           | Bahalale, Naulale, Uaiharabo'o                                                                                     |
| Vemasse         | 358,47 km² | 9.643                | Vemasse             | Betulale, Lor, Oralan, Raha                                                                                        |
| Venilale        | 155,70 km² | 17.495               | Bado-Ho’o           | Uaibobo, Uaicana, Uataula, Uatubela Oli, Uma Ana Ico                                                               |
| Venilale        | 155,70 km² | 17.495               | Baha Mori           | Caimale-Ho'o, Cumo-Oli, Laco-Uma, Lia-Oli, Neo-Ho'o, Uai-Toqui                                                     |
| Venilale        | 155,70 km² | 17.495               | Fatulia             | Bahadato, Osso-Uaque, Uai-To-Bono, Uatulia-Ana                                                                     |
| Venilale        | 155,70 km² | 17.495               | Uailaha             | Caihurulale de Baixo, Caihurulale de Cima, Caubai, Luha Oli                                                        |
| Venilale        | 155,70 km² | 17.495               | Uai Oli             | Aca Uatu, Luli Bau, Ualae, Uatu Missa                                                                              |
| Venilale        | 155,70 km² | 17.495               | Uatu Haco           | Lia Bala, Ossogori, Uai-Tali-Bu'u, Uatu Uasa                                                                       |
| Venilale        | 155,70 km² | 17.495               | Uma Ana Ico         | Betunau, Quele-Boro-Uai, Uai-Te, Uatu-Nau                                                                          |
| Venilale        | 155,70 km² | 17.495               | Uma Ana Ulo         | Caihula, Nuno Doco, Osso-Gui-Gui, Venilale                                                                         |

### Gemeinde Bobonaro
Die Gemeinde Bobonaro nimmt die nördliche Westgrenze Osttimors ein. Im Westen und Südwesten liegt das indonesische Westtimor, südlich die osttimoresische Gemeinde Cova Lima, nördlich Liquiçá, östlich Ermera und im Südosten reicht ein kleiner Streifen Bobonaros an die Gemeinde Ainaro heran. Im Nordwesten liegt die Sawusee. Verwaltungsämter sind Atabae, Balibo, Bobonaro, Cailaco, Lolotoe und Maliana.
Statistische Daten der Gemeinde
Hauptstadt: Maliana

Einwohner: 106.543 (2022)

Fläche: 1.378,10 km²

ISO 3166-2: TL-BO

50 Sucos

194 Aldeias
| Bobonaro       |            |                      |             | |
| Verwaltungsamt | Fläche     | Einwohnerzahl (2015) | Suco        | Aldeias |
| Atabae         | 251,84 km² | 10.963               | Aidabaleten | Aidabaleten, Biacou, Harame, Meguir, Sulilaran, Tasi Mean, Tutubaba                                          |
| Atabae         | 251,84 km² | 10.963               | Atabae      | Fatubesi, Helesu, Lolocolo, Made Bau, Saburapo                                                               |
| Atabae         | 251,84 km² | 10.963               | Hataz       | Aidabaleten, Aidabasalala, Biamaraen, Boloi                                                                  |
| Atabae         | 251,84 km² | 10.963               | Rairobo     | Faturase, Limanaro, Rairobo, Vila Maria                                                                      |
| Balibo         | 295,97 km² | 15.922               | Balibo Vila | Amandato, Atara, Balibo Vila, Belola, Builekun, Fatuk Laran, Fatululik                                       |
| Balibo         | 295,97 km² | 15.922               | Batugade    | Batugade, Lotan, Nu Badac                                                                                    |
| Balibo         | 295,97 km² | 15.922               | Cowa        | Bawai, Futatas, Lalis, Mane Hat, Rai Luli                                                                    |
| Balibo         | 295,97 km² | 15.922               | Leohito     | Aiasa, Faloai, Ferik Katuas, Mohak, Rai Ulun                                                                 |
| Balibo         | 295,97 km² | 15.922               | Leolima     | Bour, Duaderoc, Faturui, Raifatuk                                                                            |
| Balibo         | 295,97 km² | 15.922               | Sanirin     | Caco, Palaca, Subaleco                                                                                       |
| Bobonaro       | 212,50 km² | 24.719               | Ai-Assa     | Ai-Assa, Aisalgusun, Laho, Mazop, Oalgomo, Odelgomo                                                          |
| Bobonaro       | 212,50 km² | 24.719               | Atu-Aben    | Atuaben, Talite                                                                                              |
| Bobonaro       | 212,50 km² | 24.719               | Bobonaro    | Lactil, Lesigatal, Tuluata                                                                                   |
| Bobonaro       | 212,50 km² | 24.719               | Carabau     | Atumnaro, Carabau, Nunubuti, Tasibalu, Udu-Ai                                                                |
| Bobonaro       | 212,50 km² | 24.719               | Colimau     | Atublogo, Beamoas, Lo’o Dasi, Manunia, Tegoabe                                                               |
| Bobonaro       | 212,50 km² | 24.719               | Cota Bo’ot  | Aimeta, Oboe                                                                                                 |
| Bobonaro       | 212,50 km² | 24.719               | Ilat-Laun   | Ilat-Laun, Purugoa, Tunero                                                                                   |
| Bobonaro       | 212,50 km² | 24.719               | Leber       | Butuc, Holbese, Holsa Taz, Leber-Taz, Mabelis                                                                |
| Bobonaro       | 212,50 km² | 24.719               | Lour        | Galitaz, Heliquei, Olo-Olo, Tazgolo                                                                          |
| Bobonaro       | 212,50 km² | 24.719               | Lourba      | Gumer, Lourba Leten, Sordoli, Zo-Belis                                                                       |
| Bobonaro       | 212,50 km² | 24.719               | Malilait    | Malilu, Malilait, Taimea                                                                                     |
| Bobonaro       | 212,50 km² | 24.719               | Maliubu     | Atu Lara, Hatu-Udu, Licaubu, Maliubu, Nunupa                                                                 |
| Bobonaro       | 212,50 km² | 24.719               | Molop       | Anapal, Lonlolo, Molop Taz, Omelai                                                                           |
| Bobonaro       | 212,50 km² | 24.719               | Oeleo       | Mologuen, Oeleo Taz                                                                                          |
| Bobonaro       | 212,50 km² | 24.719               | Sibuni      | Holmesel, Mapeop, Sibuni                                                                                     |
| Bobonaro       | 212,50 km² | 24.719               | Soileco     | Ai-Aras, Soileco                                                                                             |
| Bobonaro       | 212,50 km² | 24.719               | Tapo        | Oe-po, Tapo Tas                                                                                              |
| Bobonaro       | 212,50 km² | 24.719               | Tebabui     | Atupae, Bugas, Tebabui                                                                                       |
| Cailaco        | 208,02 km² | 10.405               | Atudara     | Atubuti, Biateho, Nuapu, Tuturema                                                                            |
| Cailaco        | 208,02 km² | 10.405               | Dau Udo     | Cauloco Lete, Sah-Heu                                                                                        |
| Cailaco        | 208,02 km² | 10.405               | Goulolo     | Ilat-Bote, Malilia, Poetete, Suri-Ubu                                                                        |
| Cailaco        | 208,02 km² | 10.405               | Guenu Lai   | Biaboro, Melemaga, Tirimoso                                                                                  |
| Cailaco        | 208,02 km² | 10.405               | Manapa      | Lugululi, Tapomeak, Tatelori                                                                                 |
| Cailaco        | 208,02 km² | 10.405               | Meligo      | Berleu, Daulelo, Liabote, Mude                                                                               |
| Cailaco        | 208,02 km² | 10.405               | Purugua     | Heda, Lesupu                                                                                                 |
| Cailaco        | 208,02 km² | 10.405               | Raiheu      | Daru Asa, Lete Aituto, Ohoana                                                                                |
| Lolotoe        | 172,72 km² | 6.845                | Deudet      | Bou-Tal, Gole, Oe-Laca                                                                                       |
| Lolotoe        | 172,72 km² | 6.845                | Gildapil    | Atos, Gildapil                                                                                               |
| Lolotoe        | 172,72 km² | 6.845                | Guda        | Anon, Gudataz, Oceli, Zoilpo                                                                                 |
| Lolotoe        | 172,72 km² | 6.845                | Lebos       | Mabelis, Mapelai                                                                                             |
| Lolotoe        | 172,72 km² | 6.845                | Lontas      | Ozo, Piron, Tasmil                                                                                           |
| Lolotoe        | 172,72 km² | 6.845                | Lupal       | Dilai, Lupaltaz, Silagolo                                                                                    |
| Lolotoe        | 172,72 km² | 6.845                | Opa         | Mape, Raimea, Tepa                                                                                           |
| Maliana        | 237,04 km² | 28.908               | Holsa       | Belicou, Lolooa, Oplegul, Secar, Solugolo, Tas                                                               |
| Maliana        | 237,04 km² | 28.908               | Lahomea     | Aculaca, Galusapulu, Guenuha’an, Lahomea, Maliana                                                            |
| Maliana        | 237,04 km² | 28.908               | Odomau      | Anahun, Guenuha’an, Rai Maten, Rocon                                                                         |
| Maliana        | 237,04 km² | 28.908               | Raifun      | Nunutana, Raifun Foho, Raifun Vila                                                                           |
| Maliana        | 237,04 km² | 28.908               | Ritabou     | Cor Luli, Dai Tete, Diruaben, Halecou, Ma’a Hui, Maganutu, Moleana, Ritabou, Ritiudu, Samelaun, Timatan, Uat |
| Maliana        | 237,04 km² | 28.908               | Saburai     | Cossal, Mabiloa, Tazmasac                                                                                    |
| Maliana        | 237,04 km² | 28.908               | Tapo/Memo   | Lepuguen, Manu Aman, Pip Galag 1, Pip Galag 2, Tunu Bibi, Uluatin                                            |

### Gemeinde Cova Lima
Cova Lima nimmt die südliche Westgrenze Osttimors ein. Im Westen und Nordwesten liegt das indonesische Westtimor, im Norden grenzt Cova Lima an die osttimoresische Gemeinde Bobonaro und im Osten an Ainaro. Im Süden liegt die Timorsee. Verwaltungsämter sind Fatululic, Fatumean, Fohorem, Zumalai, Maucatar, Suai und Tilomar. Der damalige Verwaltungsamt Zumalai kam erst mit der Gebietsreform von 2003 vom Distrikt Ainaro zu Cova Lima. 2004 wurde im Verwaltungsamt Tilomar der Suco Casabauc geschaffen und die Sucos Laconac und Vila dem Suco Debos angegliedert.
Statistische Daten der Gemeinde
Hauptstadt: Suai

Einwohner: 73.909 (2022)

Fläche: 1.198,59 km²

ISO 3166-2: TL-CO

30 Sucos

148 Aldeias
| Cova Lima      |            |                      |               |                                                                                                 |
| Verwaltungsamt | Fläche     | Einwohnerzahl (2015) | Suco          | Aldeias                                                                                         |
| Fatululic      | 46,42 km²  | 2.027                | Fatululic     | Aitoun, Beco, Beidasi                                                                           |
| Fatululic      | 46,42 km²  | 2.027                | Taroman       | Fatuloro, Holba, Lia Nain, Macous, Taroman                                                      |
| Fatumean       | 132,10 km² | 3.330                | Belulic Leten | Baleo Quic, Belulic Craic, Clau Halec, Mane Quic                                                |
| Fatumean       | 132,10 km² | 3.330                | Fatumea       | Fatumea, Lebo, Moata Ulun, Rai Oan                                                              |
| Fatumean       | 132,10 km² | 3.330                | Nanu          | Halic Nai, Macocon, Nanu, Tradu Cama                                                            |
| Fohorem        | 131,46 km² | 4.086                | Dato Rua      | Aitos, Fatulidun, Hali-Laran                                                                    |
| Fohorem        | 131,46 km² | 4.086                | Dato Tolu     | Fatuc Cabuar Craic, Fatuc Cabuar Leten, Natardic                                                |
| Fohorem        | 131,46 km² | 4.086                | Fohoren       | Fatuc Bitic Laran, Fatuc Laran, Lo’O Hali, Loroquida, Sadahur                                   |
| Fohorem        | 131,46 km² | 4.086                | Lactos        | Au-Lulic, Cacaut, Calobor, Fatuc Laran                                                          |
| Maucatar       | 138,68 km² | 8.895                | Belecasac     | Busado, Dais, Du’Ut, Gazolo, Ila, Loloba, Lolowa                                                |
| Maucatar       | 138,68 km² | 8.895                | Holpilat      | Fatuc Oan, Hatu, Lela, Leogore, Manulor, Nainare                                                |
| Maucatar       | 138,68 km² | 8.895                | Matai         | Lohorai, Maior/Cunain, Matai, Quiar                                                             |
| Maucatar       | 138,68 km² | 8.895                | Ogues         | Baulela, Foho Rua, Ogues, Orun, Soga                                                            |
| Suai           | 272,85 km² | 25.815               | Beco          | Aidantuic, Beco, Bibiatan, Haemanu, Halic, Holbolu, Leowalu, Maucola, Teda, Tobur, Zuwac        |
| Suai           | 272,85 km² | 25.815               | Camenaça      | Ailoc Laran, Fatuisin, Manequin, Sanfuc                                                         |
| Suai           | 272,85 km² | 25.815               | Debos         | Ahinarai, Asumaten, Asurai, Busacucun, Laconac Babu, Laconac Besic, Lo'oque, Lontale, Tabacolot |
| Suai           | 272,85 km² | 25.815               | Labarai       | Bonuc, Holba, Meop, Mucbelis, Roec                                                              |
| Suai           | 272,85 km² | 25.815               | Suai Loro     | Acar Laran, Lo'o, Mane Icun, Sucabe Laran, Suco Loro                                            |
| Tilomar        | 194,13 km² | 7.885                | Beiseuc       | Baer, Fatuc Metan, Foholulic, Maubesi, Niquiir, Wala, Wetaba                                    |
| Tilomar        | 194,13 km² | 7.885                | Casabauc      | Cawa Uman, Coloama, Tabolo                                                                      |
| Tilomar        | 194,13 km² | 7.885                | Lalawa        | Ai Oan, Bitis, Halemea, Kota Foun, Salele Bot, Tulaeduc                                         |
| Tilomar        | 194,13 km² | 7.885                | Maudemo       | Ai-Taman, Besac Oan, Caicoli, Coitau, Fau-Laran, Onu-Laran, Sadahur                             |
| Zumalai        | 282,94 km² | 13.263               | Fatuleto      | Biata, Colu, Fatuleto Canua, Nalaop, Zobete                                                     |
| Zumalai        | 282,94 km² | 13.263               | Lepo          | Aisal Leuc, Baulolo, Biatuma, Horba, Lepo Canua                                                 |
| Zumalai        | 282,94 km² | 13.263               | Lour          | Lae Gatal, Pelet, Ritiluli, Salasa, Somo Kanua, Tilis, Uluc Lolo                                |
| Zumalai        | 282,94 km² | 13.263               | Mape          | Daro, Mape Canua, Polo                                                                          |
| Zumalai        | 282,94 km² | 13.263               | Raimea        | Beilaco, Loro, Uma Claran, Webaba                                                               |
| Zumalai        | 282,94 km² | 13.263               | Tashilin      | Basana, Baura Icun, Culu Oan, Galitaz                                                           |
| Zumalai        | 282,94 km² | 13.263               | Ucecai        | Leudula, Reaçu                                                                                  |
| Zumalai        | 282,94 km² | 13.263               | Zulo          | Lale, Leogol, Obuc Mil, Zulo Tas                                                                |

### Gemeinde Dili
Die Gemeinde Dili mit der gleichnamigen Landeshauptstadt ist die zweitkleinste der Gemeinden Osttimors. Sie liegt an der Nordküste Timors an der Sawusee und grenzt im Osten an Manatuto, im Süden an Aileu und im Westen an Liquiçá. Die Insel Atauro nördlich von der Hauptstadt, war bis 2022 ein Verwaltungsamt von Dili, ist aber nun eine eigenständige Gemeinde. Die Landeshauptstadt verteilt sich auf die Verwaltungsämter Cristo Rei (Ost-Dili), Dom Aleixo (West-Dili), Nain Feto (Ost-Dili) und Vera Cruz (Zentral-Dili). Das Verwaltungsamt Metinaro grenzt östlich an die Hauptstadt.
Statistische Daten der Gemeinde
Hauptstadt: Dili

Einwohner: 324.269 (2022)

Fläche: 223,99 km²

ISO 3166-2: TL-DI

31 Sucos

222 Aldeias
Nach der Unabhängigkeit wurden die Sucos Centro Benemauk und Ailok dem Suco Becora angegliedert und Fatuahi an Camea. Loscabubu, Suleur, Malinamoc und Rai Naca Doco bildeten zusammen den Suco Comoro. Nazare, 12 Novembro, Naroman, Isolado und Moris Dame wurden zum Suco Bairro Pite zusammengeschlossen. Beira Mar erhielt den neuen Namen Fatuhada, 7 Decembro wurde Kampung Alor, Monumento zu Bidau Lecidere, Rumbia zu Caicoli und Talera Hun zu Acadiru Hun. Hanso Hatora und Haksolok wurden Vila Verde. Asucai Lorosae und Solo kamen zu Santa Cruz. Meira zu Bemori, 28 Novembro zu Colmera, 20 Maio zu Motael, Alto Hospital und Bairo Alto zu Lahane Ocidental und Inur Fuik zu Lahane Oriental. Aus dem bisherigen Subdistrikt Dili Timur (Ost-Dili) wurde Cristo Rei. Der Subdistrikt Dili Barat (West-Dili) und wurde in die Subdistrikte Dom Aleixo, Nain Feto und Vera Cruz aufgeteilt. Metinaro und Atauro blieben unverändert bestehen.
| Dili laut Diploma Ministerial n.° 6/2003 |                      |                                                                                         |
| Verwaltungsamt                           | Einwohnerzahl (2004) | Sucos                                                                                   |
| Atauro                                   | 7.863                | Beloi, Biqueli, Macadade, Maquili, Vila Maumeta                                         |
| Cristo Rei                               | 43.909               | Acadiru Hun, Balibar, Becora, Bemori, Camea, Culu Hun, Hera                             |
| Dom Aleixo                               | 71.489               | Bairro Pite, Colmera, Comoro, Fatuhada, Kampung Alor, Motael, Vila Verde                |
| Metinaro                                 | 3.409                | Duyung, Sabuli                                                                          |
| Nain Feto                                | 18.693               | Bairo Central, Bairo dos Grilos, Bairo Formosa, Bidau Lecidere, Bidau Santana, Meti Aut |
| Vera Cruz                                | 28.178               | Caicoli, Dare, Lahane Ocidental, Lahane Oriental, Mascarenhas, Santa Cruz               |

Am 14. Juli 2004 wurden zahlreiche Veränderungen bei der Verteilung der Sucos durchgeführt. Die Sucos Bairo Central, Bairo Formosa, Bairo dos Grilos wurden zu Gricenfor zusammengefasst. 2017 wurden die Sucos Ailok (wieder aus Becora), Bebonuk (aus Comoro), Madohi (aus Comoro), Manleuana (aus Bairro Pite und Comoro) und Mantelolão (aus Duyung) geschaffen. Die Aldeias São José von Bairro Pite und Mate Lahotu Beto Timur von Comoro wurden aufgelöst, dafür entstand in Comoro neu die Aldeia Bayaleste. Die Insel und bisheriges Verwaltungsamt Atauro wurde 2022 eine eigenständige Gemeinde.
| Dili seit 2022 (Änderungen 14. Juli 2004 kursiv) |           |                      |                                                        | |
| Verwaltungsamt                                   | Fläche    | Einwohnerzahl (2015) | Suco                                                   | Aldeias |
| Cristo Rei                                       | 80,62 km² | 62.848               | Ailok (2017 von Becora abgetrennt)                     | Carau Mate, Culau Laletec, Malboro/Maliqueo, Quituto |
| Cristo Rei                                       | 80,62 km² | 62.848               | Balibar                                                | Fatu Loda, Lacoto, Lorico, Tancae |
| Cristo Rei                                       | 80,62 km² | 62.848               | Becora                                                 | Au-Hun, Becusi Centro, Becusi Craic, Berebidu, Caqueu Laran, Clac Fuic, Darlau, Maucocomate, Mota Ulun, Romit |
| Cristo Rei                                       | 80,62 km² | 62.848               | Bidau Santana                                          | Bidau Mota Claran, Manu Mata, Sagrada Familia, Toko Baru |
| Cristo Rei                                       | 80,62 km² | 62.848               | Camea                                                  | Aidac Bihare, Ailele Hun, Ailoc Laran, Bedois, Buburlau, Caisabe, Fatuc Francisco, Has Laran, Lases, Lenuc Hun, Namalai, Suco Laran, Terminal |
| Cristo Rei                                       | 80,62 km² | 62.848               | Culu Hun                                               | Funu Hotu, Lao Rai/Caregatiro, Loe Laco, Nato, Soru Motu Badame, Tane Muto, Toko Baru II (Antigo Asls) |
| Cristo Rei                                       | 80,62 km² | 62.848               | Hera                                                   | Acanuno, Ailoc Laran, Halidolar, Moris Foun, Mota Quic, Sucaer Laran |
| Cristo Rei                                       | 80,62 km² | 62.848               | Meti Aut                                               | 17 de Abril, Carungu Lau, Fatu Cama |
| Dom Aleixo                                       | 25,93 km² | 130.095              | Bairro Pite                                            | 5 de Outubro, Andevil, Avança, Bita-Ba, Buca Fini, Efaca, Fatumeta, Frecat, Fuslam, Haburas, Hale Mutin, Laloran, Licarapoma, Moris Ba Dame, Niken, Rainain, Ribeira Maloa, Rio de Janeiro, Ruin Naclecar, Tane Timor, Teki-Teki, Terus Nanis, Timor Cmanec, Transporte Air Timor (T.A.T.), We Dalac, Xamatama |
| Dom Aleixo                                       | 25,93 km² | 130.095              | Bebonuk (2017 von Comoro abgetrennt)                   | 20 de Setembro, Metin I, Metin II, Metin III, Metin IV |
| Dom Aleixo                                       | 25,93 km² | 130.095              | Comoro                                                 | 12 de Outubro, 30 de Agosto, 4 de Setembro, Aimutin, Bayaleste (2015 neu), Fomento I, Fomento II, Fomento III, Golgota, Mate Lahotu Beto Timur (2017 aufgelöst), Moris Foun, Posto Penal, Ramelau Delta, São José, São Miguel                                                                                  |
| Dom Aleixo                                       | 25,93 km² | 130.095              | Fatuhada                                               | Zero I, Zero II, Zero III, Zero IV, Zero V |
| Dom Aleixo                                       | 25,93 km² | 130.095              | Kampung Alor                                           | Anin Fuic (Atarac Laran), Hamahon, Rai Lacan |
| Dom Aleixo                                       | 25,93 km² | 130.095              | Madohi (2017 von Comoro abgetrennt)                    | 7 de Dezembro, Anin Fuic, Beto Leste, Beto Tasi, Loro Matan Beto Leste, Naroman Beto Leste, Rosario, Terra Santa |
| Dom Aleixo                                       | 25,93 km² | 130.095              | Manleuana (2017 von Bairro Pite und Comoro abgetrennt) | Badiac, Lau-Lora, Lemocari, Lisbutac, Mane Mesac, Manleu-Ana, Mauc, Mundo Perdido, Ramelau |
| Metinaro                                         | 85,41 km² | 5.654                | Wenunuc (Benunuc, bis 2017 Duyung)                     | Manuleu, Rai-Mean, Saham, Wenunuc |
| Metinaro                                         | 85,41 km² | 5.654                | Mantelolão (2017 von Duyung abgetrennt)                | Besahe, Birahu Matan, Has Laran, Lebutun, Sahan (ehem. Mantelolão), Manularan |
| Metinaro                                         | 85,41 km² | 5.654                | Sabuli                                                 | Acadiru Laran, Behauc, Behoquir, Sabuli |
| Nain Feto                                        | 6,12 km²  | 32.834               | Acadiru Hun                                            | Bedic, Culuhun de Baixo, Nu'u Badac |
| Nain Feto                                        | 6,12 km²  | 32.834               | Bemori                                                 | Ailele Hun, Baba Liu Rai Leste, Baba Liu Rai Oeste, Bemori Central, Centro, Has Laran, My Friend |
| Nain Feto                                        | 6,12 km²  | 32.834               | Bidau Lecidere                                         | Capela, Lecidere |
| Nain Feto                                        | 6,12 km²  | 32.834               | Gricenfor (2004 neu)                                   | Bairo Central, Bairo dos Grilos, Bairo Formosa |
| Nain Feto                                        | 6,12 km²  | 32.834               | Lahane Oriental                                        | Alcrin, Becoe, Deambata Bessi, Deposito Penal, Marabia, Metin, Monumento Calma, Rai Mean, Sare, Suhu Rama, Temporal, Tuba Rai, Vale de Lahane |
| Nain Feto                                        | 6,12 km²  | 32.834               | Santa Cruz                                             | 12 de Novembro, 25 de Abril, 4 de Setembro, 7 de Dezembro, Audian, Baheda, Donoge, Loceneon, Moris Foun, Mura |
| Vera Cruz                                        | 25,92 km² | 36.574               | Caicoli                                                | Centro da Unidade, De 12 Divino, Foho Rai Boot, Sacoco, Tahu Laran |
| Vera Cruz                                        | 25,92 km² | 36.574               | Colmera                                                | Manu Fuic, Rai Nain |
| Vera Cruz                                        | 25,92 km² | 36.574               | Dare                                                   | Casnafar, Coalau I, Coalau II, Fatu Naba, Fila Beba Tua, Fuguira/Bauloc, Leilaus, Lemorana, Nahaec, Suca Lau |
| Vera Cruz                                        | 25,92 km² | 36.574               | Lahane Ocidental                                       | Ainitas Hun, Bedois, Bela Vista, Care Laran, Correio, Gomes Araujo, Hospital Militar, Mota Ulun, Paiol, Rai Cuac, Teca Hudi Laran |
| Vera Cruz                                        | 25,92 km² | 36.574               | Mascarenhas                                            | Aldeia 03, Alto Balide, Alto P.M., Baixo Balide, Baixo P.M., Manu Cocorec |
| Vera Cruz                                        | 25,92 km² | 36.574               | Motael                                                 | Bee Dalan, Boa Morena, Halibur, Hura, Lirio |
| Vera Cruz                                        | 25,92 km² | 36.574               | Vila Verde                                             | 1 de Setembro, Gideon, Lemorai, Mate Moris, Mate Restu, Matua, Nopen, Terus Nain, Virgolosa |

### Gemeinde Ermera
Ermera liegt im Nordwesten von Osttimor und ist eine der beiden Gemeinden ohne Meeresküste. Sie grenzt im Norden an die Gemeinde Liquiçá, im Nordosten an Dili, im Osten an Aileu, im Südosten an Ainaro und im Westen an Bobonaro. Verwaltungsämter sind Atsabe, Ermera, Hatulia, Letefoho, Railaco und seit 2022 Hatulia B. 2023 wurde der Suco Poetete in die Sucos Poetete Vila, Poetete Loduduque (Lodudu) und Samatrae aufgeteilt. Von Ducurai wurde Assui-Lauque abgetrennt und von Coilate-Letelo der Suco Coilate-Leten.
Statistische Daten der Gemeinde
Hauptstadt: Gleno

Einwohner: 138.080 (2022)

Fläche: 756,47 km²

ISO 3166-2: TL-ER

52 Sucos

277 Aldeias
| Ermera         |            |                      |                   | |
| Verwaltungsamt | Fläche     | Einwohnerzahl (2015) | Suco              | Aldeias |
| Atsabe         | 164,44 km² | 18.563               | Atara             | Airae, Batubala, Dadubere, Malimea/Uabe, Mania, Tapoabe, Uabe-Nc                                                                       |
| Atsabe         | 164,44 km² | 18.563               | Baboi Craic       | Atudose, Cailulic, Colimali, Lauabe, Lelobere, Raibuti                                                                                 |
| Atsabe         | 164,44 km² | 18.563               | Baboi Leten       | Coilequi, Ilat, Liabe, Raelau |
| Atsabe         | 164,44 km² | 18.563               | Batu Mano         | Batu Ero, Batu'u, Batumano, Mutubau |
| Atsabe         | 164,44 km² | 18.563               | Lacao             | Aiabe, Ataubu, Nunumea, Taiubu |
| Atsabe         | 164,44 km² | 18.563               | Laclo             | Aileso, Malitada, Sorate, Tapomea |
| Atsabe         | 164,44 km² | 18.563               | Laubono           | Biabote, Purogoa, Sirui/Purogoa |
| Atsabe         | 164,44 km² | 18.563               | Leimea Leten      | Ahigara, Biabuti, Buibaro, Leulara, Olacata, Orbeto, Raebou, Raelia                                                                    |
| Atsabe         | 164,44 km² | 18.563               | Malabe            | Batumigi, Bobaleta, Ilat Cora, Malabe                                                                                                  |
| Atsabe         | 164,44 km² | 18.563               | Obulo             | Atubrao, Atulara, Biliubu, Locoubu, Motoubu, Obeto, Suriubu                                                                            |
| Atsabe         | 164,44 km² | 18.563               | Parami            | Airae, Aliatu/Aileso, Asio, Atubuti, Atupae, Ilat                                                                                      |
| Atsabe         | 164,44 km² | 18.563               | Tiarlelo          | Tiarlelo-Ilat, Cotabot, Soilacudu |
| Ermera         | 91,47 km²  | 36.105               | Estado            | Coracão de Jesus, Coulao Haburas, Hamric Metin, Huitaso, Indau Lulic, Lihmo, Moris Mesac, Railacan, Saramata, Sinai, Tajaquina, Tatoli |
| Ermera         | 91,47 km²  | 36.105               | Humboe            | Borohei, Dirlau, Hatali, Poeana |
| Ermera         | 91,47 km²  | 36.105               | Lauala            | Ervilhat, Nona Bite, Sari |
| Ermera         | 91,47 km²  | 36.105               | Leguimea          | Hatuleta, Leguimea, Poehei, Sinlelo, Tidir, Titihar                                                                                    |
| Ermera         | 91,47 km²  | 36.105               | Mertuto           | Apido, Hotino, Railori, Tatabauria |
| Ermera         | 91,47 km²  | 36.105               | Poetete Loduduque | Gueguemara, Urletoho, Urluli |
| Ermera         | 91,47 km²  | 36.105               | Poetete Vila      | Aldeia Vila, Biluli, Lequisi, Rematu                                                                                                   |
| Ermera         | 91,47 km²  | 36.105               | Ponilala          | Cota Heu, Eroho, Hatuposi, Nunupu, Sacoco                                                                                              |
| Ermera         | 91,47 km²  | 36.105               | Raimerhei         | Lohmo, Mate Resto, Moris Foun, Nazare, Raimaran, Timlele Buras                                                                         |
| Ermera         | 91,47 km²  | 36.105               | Riheu             | Gomhei, Hatlour, Mangero, Raebliri, Sasoher                                                                                            |
| Ermera         | 91,47 km²  | 36.105               | Samatrae          | Loblala, Poepun, Samatrae, Taclela, Tidibessi                                                                                          |
| Ermera         | 91,47 km²  | 36.105               | Talimoro          | Bura, Leberti, Lima Mesac, Moris Foun, Nunusua                                                                                         |
| Hatulia        | 196,03 km² | 18.596               | Aculau            | Bermoslau, Dirhatilau, Noerema, Poelete, Raimate, Sare                                                                                 |
| Hatulia        | 196,03 km² | 18.596               | Ailelo            | Betopu, Leirema, Santa Cruz, Tata |
| Hatulia        | 196,03 km² | 18.596               | Coilate-Letelo    | Aihatadiu, Hau-Hei, Manucate |
| Hatulia        | 196,03 km² | 18.596               | Coilate-Leten     | Cletrema, Manulete, Raegoa, Teuro |
| Hatulia        | 196,03 km² | 18.596               | Hatolia Vila      | Aimeraulo, Hatu Batu, Hohopu, Simohei                                                                                                  |
| Hatulia        | 196,03 km² | 18.596               | Leimea-Craic      | Gunutur, Hatupae, Laquiama |
| Hatulia        | 196,03 km² | 18.596               | Leimea-Sarinbalo  | Brug-Bou, Leo-Dato |
| Hatulia        | 196,03 km² | 18.596               | Manusae           | Bauana, Cuccara, Hatete, Lugulaulau, Otete                                                                                             |
| Hatulia        | 196,03 km² | 18.596               | Samara            | Petalara, Railuli |
| Hatulia B      | 79,08 km²  | 18.182               | Fatubessi         | Assulau Hautete, Lebumeo, Matanoba, Peregrinação, Sabsoi, São Francisco                                                                |
| Hatulia B      | 79,08 km²  | 18.182               | Fatubolo          | Aitemua, Apirado, Fatubolo, Poerema |
| Hatulia B      | 79,08 km²  | 18.182               | Lisapat           | Gaelema, Hatupae, Lauraehou, Naumanaro, Tataeulo, Tidibessi                                                                            |
| Hatulia B      | 79,08 km²  | 18.182               | Mau-Ubo           | Arleu, Caisoru, Grotu, Leburema |
| Hatulia B      | 79,08 km²  | 18.182               | Urahou            | Caiturloa, Dosmagar, Hatlailete, Laulema, Manuhatu, Raimean                                                                            |
| Letefoho       | 133,30 km² | 22.128               | Assui-Lauque      | Assui Craic, Assui Leten, Eratoi, Hatuhei, Lacau                                                                                       |
| Letefoho       | 133,30 km² | 22.128               | Catrai Caraic     | Baulisuria, Colo Coli, Hatudmei, Hatugeo, Hatulete, Leburema, Manturai, Manucoliria, Mausormata                                        |
| Letefoho       | 133,30 km² | 22.128               | Catraileten       | Duhoho, Fahiluha, Hohulo, Lumutou, Merigue, Raebou, Tunufahi                                                                           |
| Letefoho       | 133,30 km² | 22.128               | Ducurai           | Assui Craic, Assui Leten, Eratoi, Hatuhei, Lacau, Laclo, Lebudu, Lebululi, Manusae, Raerema, Renomata, Rotutu, Sabelo                  |
| Letefoho       | 133,30 km² | 22.128               | Eraulo            | Darudu, Goulala, Lequi Sala, Madede, Olopana, Taurema                                                                                  |
| Letefoho       | 133,30 km² | 22.128               | Goulolo           | Beturema, Cailiti, Goulala, Goulolo |
| Letefoho       | 133,30 km² | 22.128               | Hatugau           | Cailiti, Hatugau, Hunda, Riaheu, Rialau, Sauria                                                                                        |
| Letefoho       | 133,30 km² | 22.128               | Haupu             | Assi, Beturema, Duhoho, Hatuhou, Hauleo, Haupu, Cairia, Lutlala, Manucati Leten, Raepusa, Riamori, Riatoni                             |
| Letefoho       | 133,30 km² | 22.128               | Lauana            | Alosai, Grotu, Hatugeo, Lemiluhi, Leubasa, Liabe, Quiri Lelo, Raebou/Ainapa, Raebou/Sloi, Roulo                                        |
| Railaco        | 92,15 km²  | 12.128               | Deleso            | Boeh-Mata, Lebubo |
| Railaco        | 92,15 km²  | 12.128               | Fatuquero         | Caitarahei, Palimano |
| Railaco        | 92,15 km²  | 12.128               | Liho              | Camalpun, Camalraehei, Hi, Raeudu |
| Railaco        | 92,15 km²  | 12.128               | Matata            | Colaco, Mauane, Tarmausoru, Titibuti                                                                                                   |
| Railaco        | 92,15 km²  | 12.128               | Railaco Craic     | Cucoa, Fatucado, Riamori, Sobrequeque                                                                                                  |
| Railaco        | 92,15 km²  | 12.128               | Railaco Leten     | Colhuinamo, Darema, Manuponihei, Tuileso, Tunlero                                                                                      |
| Railaco        | 92,15 km²  | 12.128               | Samalete          | Aiurlala, Eraulo, Leburema |
| Railaco        | 92,15 km²  | 12.128               | Taraco            | Datoleo, Laqueco |
| Railaco        | 92,15 km²  | 12.128               | Tocoluli          | Caisahe, Marobo, Tahobote |

### Gemeinde Lautém
Lautém ist die östlichste Gemeinde von Osttimor. An Lautém grenzen im Westen die Gemeinden Baucau und Viqueque, im Norden die Bandasee mit der Straße von Wetar und im Süden die Timorsee. Zur Gemeinde Lautém gehört auch der östlichste Punkt der Insel mit dem Kap Cutcha und die vorgelagerte Insel Jaco. Verwaltungsämter sind Iliomar, Lautém, Lospalos, Luro, Tutuala und seit 2022 Loré.
Statistische Daten der Gemeinde
Hauptstadt: Lospalos

Einwohner: 69.836 (2022)

Fläche: 1.816,68 km²

ISO 3166-2: TL-LA

34 Sucos

151 Aldeias
| Lautém         |            |                      |            | |
| Verwaltungsamt | Fläche     | Einwohnerzahl (2015) | Suco       | Aldeias |
| Iliomar        | 302,10 km² | 7.449                | Aelebere   | Heitali, Lalumato, Leilor, Marafal                                                                              |
| Iliomar        | 302,10 km² | 7.449                | Caenlio    | Caidavalarin, Larimi, Liufalun, Maluhira, Titiravein                                                            |
| Iliomar        | 302,10 km² | 7.449                | Fuat       | Acadirulo, Rumutau, Vataomar                                                                                    |
| Iliomar        | 302,10 km² | 7.449                | Iliomar I  | Ara'ara, Caentau, Iliomar, Ossohira, Vatamatar                                                                  |
| Iliomar        | 302,10 km² | 7.449                | Iliomar II | Acara, Boquila, Caidabu, Lihina, Madarira                                                                       |
| Iliomar        | 302,10 km² | 7.449                | Tirilolo   | Etevata, Tatalalarin, Tirilolo                                                                                  |
| Lautém         | 454,90 km² | 15.989               | Baduro     | Irapala, Laculomano, Luadau, Malailada, Tamaro                                                                  |
| Lautém         | 454,90 km² | 15.989               | Com        | Etepiti, Ira'Ono, Lohomato, Muapusso, Pitileti, Vailovaia                                                       |
| Lautém         | 454,90 km² | 15.989               | Daudere    | Aelafa, Anarua, Macalodo, Nassuloi, Sagueli, Samaira, Uanambere, Vassatoi                                       |
| Lautém         | 454,90 km² | 15.989               | Euquisi    | Barliu, Borubatu, Vaniria                                                                                       |
| Lautém         | 454,90 km² | 15.989               | Ililai     | Samalari, Titilari                                                                                              |
| Lautém         | 454,90 km² | 15.989               | Maina I    | Dauluturo, Mauvedara, Narunteino, Paiahara, Soleresi                                                            |
| Lautém         | 454,90 km² | 15.989               | Maina II   | Codo, Lereado, Lereira, Oirata, Queduloro                                                                       |
| Lautém         | 454,90 km² | 15.989               | Pairara    | Caporo, Ira-Tchau, Levono, Puno                                                                                 |
| Lautém         | 454,90 km² | 15.989               | Parlamento | Iparira, Ira'ara, Laiara, Moro, Soiquili                                                                        |
| Lautém         | 454,90 km² | 15.989               | Serelau    | Adavari, Poruvari, Ra'ano                                                                                       |
| Loré           | 179,79 km² | 3.400                | Lore I     | Horolata, Maluro, Otcho-Tchau, Tchai, Titilari, Vailana                                                         |
| Loré           | 179,79 km² | 3.400                | Lore II    | Haitupuca, Ililapa, Nuhalata                                                                                    |
| Lospalos       | 554,57 km² | 27.764               | Bauro      | Bauro, Iralafai, Luarai, Sepelata, Somotcho                                                                     |
| Lospalos       | 554,57 km² | 27.764               | Cacavei    | Laiara, Paihira, Solepara, Tcharano                                                                             |
| Lospalos       | 554,57 km² | 27.764               | Fuiloro    | 30 de Agosto, Assalaino, Bemoris, Central, Ira'ara, Kuluhun, Lereloho, Lospala, Nakroman, Tchauluturo, Titilari |
| Lospalos       | 554,57 km² | 27.764               | Home       | Larinatcha, Lilapuhu, Reisoru, Tchenuloro                                                                       |
| Lospalos       | 554,57 km² | 27.764               | Leuro      | Leuro, Luturula, Soro Moco, Tcharano                                                                            |
| Lospalos       | 554,57 km² | 27.764               | Muapitine  | Lopuloho, Malahara, Muapitine, Pehefito, Vailoro                                                                |
| Lospalos       | 554,57 km² | 27.764               | Raça       | Maulo'o, Raça, Tchailoro                                                                                        |
| Lospalos       | 554,57 km² | 27.764               | Souro      | Foema’a, Louro, Nairete, Nanacuro, Omocano, Soru-Lua, Tchaivatcha                                               |
| Luro           | 125,41 km² | 7.124                | Afabubu    | Dalari, Jefaliu                                                                                                 |
| Luro           | 125,41 km² | 7.124                | Baricafa   | Afaia, Sarelari, Ussufassu                                                                                      |
| Luro           | 125,41 km² | 7.124                | Cotamutu   | Buanomar, Etanisi, Ouroma                                                                                       |
| Luro           | 125,41 km² | 7.124                | Lacawa     | Borugae, Boruvali, Oneraba                                                                                      |
| Luro           | 125,41 km² | 7.124                | Luro       | Abere, Alahira, Amahira, Hailarino, Vatalarino                                                                  |
| Luro           | 125,41 km² | 7.124                | Wairoque   | Afanami, Iuto, Liarafa, Luturo, Soba                                                                            |
| Tutuala        | 199,92 km² | 3.514                | Mehara     | Loiquero, Porlamano, Poros                                                                                      |
| Tutuala        | 199,92 km² | 3.514                | Tutuala    | Ioro, Pitileti, Tchailoro, Vero                                                                                 |

### Gemeinde Liquiçá
Liquiçá liegt im Nordwesten von Osttimor an der Sawusee. Liquiçá grenzt im Osten an die Gemeinde Dili, im Südosten an Aileu, im Süden an Ermera und im Westen an Bobonaro. Verwaltungsämter sind Bazartete, Liquiçá, Loes und Maubara.
Statistische Daten der Gemeinde
Hauptstadt: Vila de Liquiçá

Einwohner: 83.689 (2022)

Fläche: 559,92 km²

ISO 3166-2: TL-LI

23 Sucos

134 Aldeias
| Liquiçá        |            |                      |              | |
| Verwaltungsamt | Fläche     | Einwohnerzahl (2015) | Suco         | Aldeias                                                                                                 |
| Bazartete      | 197,02 km² | 27.879               | Fahilebo     | Fatuneso, Tuhilo Craic, Tuhilo Leten                                                                    |
| Bazartete      | 197,02 km² | 27.879               | Fatumasi     | Bazartete, Durubasa, Legumea, Metir                                                                     |
| Bazartete      | 197,02 km² | 27.879               | Lauhata      | Caimegulo, Camalehou, Pissu Craic, Pissu Leten, Raucassa                                                |
| Bazartete      | 197,02 km² | 27.879               | Leorema      | Baura, Bucumera, Cutulau, Ergoa, Fatunero, Hatu-Hou, Manu-Lete, Railuli, Urema, Urluli                  |
| Bazartete      | 197,02 km² | 27.879               | Maumeta      | Caimegohou, Darmudapu, Maumetalau, Nartutu                                                              |
| Bazartete      | 197,02 km² | 27.879               | Metagou      | Assorlema, Caleulema, Metiluli                                                                          |
| Bazartete      | 197,02 km² | 27.879               | Motaulun     | Classo, Mau-Luto, Mota Icun                                                                             |
| Bazartete      | 197,02 km² | 27.879               | Tibar        | Fatunia, Libaulelo, Mau-Soi, Turleu                                                                     |
| Bazartete      | 197,02 km² | 27.879               | Ulmera       | Ermeta, Essirat, Fatubesilolo, Mane-Mori, Mane-Muno, Nauner, Neran, Terlau, Tetsari                     |
| Liquiçá        | 93,91 km²  | 22.128               | Açumanu      | Caicasaico, Hatumatilu, Quirilelo, Siscoelema                                                           |
| Liquiçá        | 93,91 km²  | 22.128               | Darulete     | Caileli, Carulema, Lebu-Ae, Manupatia                                                                   |
| Liquiçá        | 93,91 km²  | 22.128               | Dato         | Cabuilimo, Camalehohoru, Camalelara, Hecar, Laclolema, Lebuhei, Leopa, Lisa-Ico, Puquelara, Quirilelo   |
| Liquiçá        | 93,91 km²  | 22.128               | Hatuquessi   | Caicoletohoho, Caidico, Hatarlema, Hatuquessilete, Lebusalara, Nunubrihati, Nunuhou, Tautalo            |
| Liquiçá        | 93,91 km²  | 22.128               | Leotala      | Caimegoluli, Hatumasi, Lepa, Manati, Tolema                                                             |
| Liquiçá        | 93,91 km²  | 22.128               | Loidahar     | Cotalara, Hatululi, Manucol-Hata, Soatala                                                               |
| Liquiçá        | 93,91 km²  | 22.128               | Luculai      | Hunehei, Lebuana, Metagou, Natarae                                                                      |
| Loes           | 137,18 km² | 9.018                | Guiço        | Caicassavou, Irlelo, Mau-Uno, Pandevou, Vatu-Vei                                                        |
| Loes           | 137,18 km² | 9.018                | Lissadila    | Bautalo, Cai-Cassa, Darulema, Glai, Lebuhae, Manuquibia, Nunulisa                                       |
| Loes           | 137,18 km² | 9.018                | Vatuboro     | Cai-Bair, Raeglelu, Sabulau, Tatamolobu, Vaupu                                                          |
| Maubara        | 131,81 km² | 14.780               | Gugleur      | Cai-Cassa, Dair, Erito, Lautecas, Lauvou, Lebulugor, Lissa-Lara, Palistla, Puquelete, Raenaba, Vatumori |
| Maubara        | 131,81 km² | 14.780               | Maubaralissa | Baiquenulau, Darulema, Lissalara, Nunulete, Vatuguili                                                   |
| Maubara        | 131,81 km² | 14.780               | Vatuvou      | Bouraevei, Gariana, Lebucailiti, Lissa-Ico, Lissalara, Manuquibia, Mau-Ubu, Raeme, Samanaru, Vatu-Nau   |
| Maubara        | 131,81 km² | 14.780               | Vaviquinia   | Darulara, Delesuvati, Lebumeta, Morae, Nunuana, Pametapu, Vila                                          |

### Gemeinde Manatuto
Die Gemeinde Manatuto liegt in der Mitte des Landes und reicht von der Nordküste an der Straße von Wetar bis zur Südküste an der Timorsee. Im Osten grenzt Manatuto an die Gemeinden Baucau und Viqueque, im Westen an Manufahi, Aileu und Dili. Verwaltungsämter sind Barique, Laclo, Laclubar, Laleia, Manatuto und Soibada.
2017 wurden mit Sikone-Diloli (aus Uma Boco) und Laicore (aus Iliheu) zwei neue Sucos und insgesamt drei neue Aldeias geschaffen.
Statistische Daten der Gemeinde
Hauptstadt: Manatuto

Einwohner: 50.989 (2022)

Fläche: 1.783,34 km²

ISO 3166-2: TL-MT

31 Sucos

103 Aldeias
| Manatuto       |            |                      |                                              |                                                                           |
| Verwaltungsamt | Fläche     | Einwohnerzahl (2015) | Suco                                         | Aldeias                                                                   |
| Barique        | 398,29 km² | 5.438                | Aubeon                                       | Buburlaran, Wecadi                                                        |
| Barique        | 398,29 km² | 5.438                | Barique                                      | Caunua, Weubani                                                           |
| Barique        | 398,29 km² | 5.438                | Fatuwaque                                    | Camedar, Ranac                                                            |
| Barique        | 398,29 km² | 5.438                | Manehat                                      | Dambua Hun, Isadan, Nu-Ahuc                                               |
| Barique        | 398,29 km² | 5.438                | Sikone-Diloli (2017 von Uma Boco abgetrennt) | Oe-Onu (2017 neu), Ue-Kandia (2017 neu)                                   |
| Barique        | 398,29 km² | 5.438                | Uma Boco                                     | Halibur (bis 2017 Aimeta Laran), Fehuc Rin                                |
| Laclo          | 283,29 km² | 7.756                | Hohorai                                      | Anicolaun, Hatu Ermera, Hatanaun, Miri Huhun                              |
| Laclo          | 283,29 km² | 7.756                | Lacumesac                                    | Hatu Conan, Labubu, Nacaleo, Readodoc, Tahagamu                           |
| Laclo          | 283,29 km² | 7.756                | Laicore (2017 von Iliheu abgetrennt)         | Bahadic, Hatu-Ruin (2017 neu), Licore, Rea-Hatu,                          |
| Laclo          | 283,29 km² | 7.756                | Uma Caduac                                   | Condar, Hahi Hoho, Ili-Mano, Rebutik Geong (2017 neu)                     |
| Laclo          | 283,29 km² | 7.756                | Uma Naruc                                    | Bua, Hahi-Lacor, Uma Naruc, Uma Surat                                     |
| Laclubar       | 399,79 km² | 12.050               | Batara                                       | Are Ain, Balulin, Fatuha, Werulun                                         |
| Laclubar       | 399,79 km² | 12.050               | Fatumaquerec                                 | Laramera, Lisuata, Sasahi                                                 |
| Laclubar       | 399,79 km² | 12.050               | Funar                                        | Bamatac, Fahi Lihun, Lawado, Maucucurian                                  |
| Laclubar       | 399,79 km² | 12.050               | Manelima                                     | Aman Un, Calohan, Futumanuc, Laceno, Lafulau, Mane-Atun                   |
| Laclubar       | 399,79 km² | 12.050               | Orlalan                                      | Aimaulin, Diric Un, Fatulaun, Le'i, Naule'en, Orlalan, Pualaca, Torilalan |
| Laclubar       | 399,79 km² | 12.050               | Sananain                                     | Fatu-Uc, Ruhetun, Tanusa, Waidarec                                        |
| Laleia         | 226,08 km² | 3.689                | Cairui                                       | Bia-Ba'e, Corohoco, Hatu-Karau, Rai-Bu, Rai-Mea, Uai-Nunu, Uatu-Sili      |
| Laleia         | 226,08 km² | 3.689                | Haturalan                                    | Ralan, Uma-Iuc, Ueboro                                                    |
| Laleia         | 226,08 km² | 3.689                | Lifau                                        | Lenao, Uma-Clalan, Uma-Rentau                                             |
| Manatuto       | 345,88 km² | 14.392               | Ailili                                       | Belebato, Iun                                                             |
| Manatuto       | 345,88 km² | 14.392               | Aiteas                                       | Bi-Uac, Carlilu, Rembor, Umasau                                           |
| Manatuto       | 345,88 km² | 14.392               | Cribas                                       | Athoc, Caunua, Ranac, Tuquete, Ueubani                                    |
| Manatuto       | 345,88 km² | 14.392               | Iliheu                                       | I-Un, Ili-Huli                                                            |
| Manatuto       | 345,88 km² | 14.392               | Ma'abat                                      | Ma'abat, Soraha                                                           |
| Manatuto       | 345,88 km² | 14.392               | Sau                                          | Obrato, Sau                                                               |
| Soibada        | 130,02 km² | 3.294                | Fatumaquerec                                 | Lesuata, Sasahi                                                           |
| Soibada        | 130,02 km² | 3.294                | Leo-Hat                                      | Leo-Hat, Malus Hun                                                        |
| Soibada        | 130,02 km² | 3.294                | Manlala                                      | Dauloroc, Manlala                                                         |
| Soibada        | 130,02 km² | 3.294                | Maun-Fahe                                    | Maun-Fahe, Teras                                                          |
| Soibada        | 130,02 km² | 3.294                | Samoro                                       | Uma Querec Leten, Uma Querec Lor                                          |

### Gemeinde Manufahi
Manufahi liegt an der Südküste von Osttimor an der Timorsee. Manufahi grenzt im Osten an die Gemeinde Manatuto, im Westen an Ainaro und im Norden an Aileu. Verwaltungsämter sind Alas, Fatuberliu, Same und Turiscai. In der portugiesischen Kolonialzeit war die Gemeinde nach der Hauptstadt Same benannt. Während der indonesischen Besatzung wurde der damalige Verwaltungsamt Hato-Udo abgetrennt und dem Distrikt Ainaro angeschlossen, wofür Turiscai von Ainaro zu Manufahi wechselte.
Statistische Daten der Gemeinde
Hauptstadt: Same

Einwohner: 60.536 (2022)

Fläche: 1.332,50 km²

ISO 3166-2: TL-MF

29 Sucos

137 Aldeias
| Manufahi       |            |                      |             | |
| Verwaltungsamt | Fläche     | Einwohnerzahl (2015) | Suco        | Aldeias |
| Alas           | 406,44 km² | 7.884                | Aituha      | Leo Dato, Rai Quesa                                                                                             |
| Alas           | 406,44 km² | 7.884                | Dotik       | Lacaluan, Sarin, Ueberec                                                                                        |
| Alas           | 406,44 km² | 7.884                | Maha-Quidan | Beremanec, Debuuain, Cnua Alas, Tahu Bein, Uma Mean                                                             |
| Alas           | 406,44 km² | 7.884                | Taitudac    | Ailora, Cakeuc Laletec, Lurin, Mahaclusin, Manus                                                                |
| Alas           | 406,44 km² | 7.884                | Uma Berloic | Baria Laran, Colocau, Culuhun, Uma Feric                                                                        |
| Fatuberlio     | 374,98 km² | 7.416                | Bubussuso   | Aituha, Bubulora, Bubussusso, Lihu Lau, Orlora                                                                  |
| Fatuberlio     | 374,98 km² | 7.416                | Caicassa    | Ailalec, Bubur Laletec, Caicassa, Sucaer Oan                                                                    |
| Fatuberlio     | 374,98 km² | 7.416                | Clacuc      | Mane Hat, Nalolo, Saluquim, Tiro, Uebicas                                                                       |
| Fatuberlio     | 374,98 km² | 7.416                | Fahinehan   | Ainessi, Daramata, Daurata, Riamori                                                                             |
| Fatuberlio     | 374,98 km² | 7.416                | Fatucahi    | Cledic, Fatubessi, Fatuboe, Fatumutin, Fuquiran                                                                 |
| Same           | 353,14 km² | 30.673               | Babulo      | Lapuro, Lia-Nai, Nunu-Fu, Raimera, Searema, Turon, Uma-Liurai, Uma-Luli                                         |
| Same           | 353,14 km² | 30.673               | Betano      | Bemetan, Lalica, Leo-Ai, Loro, Rai-Fussa, Selihassan, Sessurai                                                  |
| Same           | 353,14 km² | 30.673               | Dai-Sua     | Dai-Sua, Leço-Ai, Leço-Lau, Loti, Ria-Tu                                                                        |
| Same           | 353,14 km² | 30.673               | Grotu       | Coli Dassi, Dato Rae, Leo Dato                                                                                  |
| Same           | 353,14 km² | 30.673               | Holarua     | Anilumo, Blaro, Carbulau, Datina, Deunai, Fahiluhan, Falitehu, Fatuco, Hatu-Rae, Orema, Russo, Tirilolo, Uru Fu |
| Same           | 353,14 km² | 30.673               | Letefoho    | Ailuli, Cotalala, Ladiqui, Manico, Rai-Ubo, Ria-Lau, Tomonamo                                                   |
| Same           | 353,14 km² | 30.673               | Rotuto      | Bere-Teni, Foe-Hei, Hatu-Hei, Leo-Fat, Sabou                                                                    |
| Same           | 353,14 km² | 30.673               | Tutuluro    | Ailau, Batas, Bubolau, Dalun, Hastetuc, Roin, Sosemera                                                          |
| Turiscai       | 197,94 km² | 7.718                | Aitemua     | Furac Lau, Laclo                                                                                                |
| Turiscai       | 197,94 km² | 7.718                | Beremana    | Beremana, Dalubo, Fahilebo                                                                                      |
| Turiscai       | 197,94 km² | 7.718                | Caimauc     | Bussacoa, Fohua, Lemano, Railete, Risso                                                                         |
| Turiscai       | 197,94 km² | 7.718                | Fatucalo    | Darufu, Ermori                                                                                                  |
| Turiscai       | 197,94 km² | 7.718                | Foholau     | Leubuti, Lutarmata, Tarabula                                                                                    |
| Turiscai       | 197,94 km² | 7.718                | Lessuata    | Ailulimau, Bitibo, Lebucoa, Namoluli                                                                            |
| Turiscai       | 197,94 km² | 7.718                | Liurai      | Bilimano, Fanolelo, Fohonaru, Marcoluli, Titilauai, Turiscai Lau                                                |
| Turiscai       | 197,94 km² | 7.718                | Manumera    | Assumata, Cotalaulara, Faturedalau, Toilero                                                                     |
| Turiscai       | 197,94 km² | 7.718                | Matorec     | Fatu Hei, Foho Tu, Orluli, Rimori                                                                               |
| Turiscai       | 197,94 km² | 7.718                | Mindelo     | Aidila, Binani, Maubissi, Orcenaco                                                                              |
| Turiscai       | 197,94 km² | 7.718                | Orana       | Fatulelo, Orana, Teberai                                                                                        |

### SonderverwaltungsregionOe-Cusse Ambeno
Osttimors Enklave innerhalb des indonesischen Westtimors bildet die Sonderverwaltungsregion (portugiesisch Região Administrativa Especial) Oe-Cusse Ambeno. Nur im Norden hat Oe-Cusse Ambeno freien Zugang zur Sawusee. Verwaltungsämter sind Nitibe, Oesilo, Pante Macassar und Passabe. Um zwei Grenzgebiete wird noch mit Indonesien über die Zugehörigkeit gestritten: Die Área Cruz (Verwaltungsamt Passabe) und das Citrana-Dreieck mit dem Ort Naktuka (Verwaltungsamt Nitibe).
Statistische Daten der Gemeinde
Hauptstadt: Pante Macassar

Einwohner: 80.726 (2022)

Fläche: 813,62 km²

ISO 3166-2: TL-OE

18 Sucos

63 Aldeias
| Oe-Cusse Ambeno |            |                      |            |                                                                                   |
| Verwaltungsamt  | Fläche     | Einwohnerzahl (2015) | Suco       | Aldeias                                                                           |
| Nitibe          | 299,50 km² | 12.273               | Banafi     | Cuanobe, Hautefo, Nefometan                                                       |
| Nitibe          | 299,50 km² | 12.273               | Beneufe    | Citrana, Lamasi, Manan                                                            |
| Nitibe          | 299,50 km² | 12.273               | Lelaufe    | Bebo, Cuatenes, Haoufe, Mahata                                                    |
| Nitibe          | 299,50 km² | 12.273               | Suniufe    | Cabana, Fuabano, Oelnanoe                                                         |
| Nitibe          | 299,50 km² | 12.273               | Usitaco    | Cuantua, Fatunababo, Nitibe, Oamna                                                |
| Oesilo          | 97,39 km²  | 11.481               | Bobometo   | Hoineno, Nianapu, Nonquican, Oebaha, Oenoah, Quiubiselo, Saben, Tumin, Usapicolen |
| Oesilo          | 97,39 km²  | 11.481               | Usitaqueno | Nibin                                                                             |
| Oesilo          | 97,39 km²  | 11.481               | Usitasae   | Buqui, Pune, Sifin                                                                |
| Pante Macassar  | 356,56 km² | 37.280               | Bobocasse  | Bihala, Fatubijae                                                                 |
| Pante Macassar  | 356,56 km² | 37.280               | Costa      | Lacufoan, Mahata, Oesono, Oetfo, Sanane                                           |
| Pante Macassar  | 356,56 km² | 37.280               | Cunha      | Maunaben, Noafafo, Noapai, Noeninen, Umenoah                                      |
| Pante Macassar  | 356,56 km² | 37.280               | Lalisuc    | Banoco, Manuinpena, Padiae, Usapibela                                             |
| Pante Macassar  | 356,56 km² | 37.280               | Lifau      | Nefobai, Oemolo, Tulaica                                                          |
| Pante Macassar  | 356,56 km² | 37.280               | Naimeco    | Baqui, Benemese, Noque, Teinae                                                    |
| Pante Macassar  | 356,56 km² | 37.280               | Nipane     | Bausiu, Sacato                                                                    |
| Pante Macassar  | 356,56 km² | 37.280               | Taiboco    | Hauboni, Maquelab, Nemun, Ulas                                                    |
| Passabe         | 60,18 km²  | 7.879                | Abani      | Haemnanu, Naetuna, Passabe                                                        |
| Passabe         | 60,18 km²  | 7.879                | Malelat    | Malelat                                                                           |

### Gemeinde Viqueque
Viqueque liegt an der östlichen Südküste an der Timorsee. Im Norden grenzt ses an die Gemeinde Baucau, im Osten an Lautém und im Westen an Manatuto. Verwaltungsämter sind Lacluta, Ossu, Uato-Lari, Uatucarbau und Viqueque.
2017 wurden mit Builo (aus Ossorua) ein neuer Suco geschaffen. 2023 wurde der Suco Macadique in drei Sucos aufgeteilt.
Statistische Daten der Gemeinde
Hauptstadt: Viqueque

Einwohner: 80.054 (2022)

Fläche: 1.872,68 km²

ISO 3166-2: TL-VI

35 Sucos

234 Aldeias
| Viqueque       |            |                      |                                     | |
| Verwaltungsamt | Fläche     | Einwohnerzahl (2015) | Suco                                | Aldeias |
| Lacluta        | 414,16 km² | 6.808                | Ahic                                | Ai Lo Oc, Cai Ua, Crarec Bocu, Hali Mean, Hali Oan                                                                                   |
| Lacluta        | 414,16 km² | 6.808                | Dilor                               | Acadiru Hun, Aidac Laran, Boruc, Rade Uman, Tula Oli                                                                                 |
| Lacluta        | 414,16 km² | 6.808                | Laline                              | Aimeta Hun, Fatu Cado, Mau Ama, Micradec, Santo Antonio                                                                              |
| Lacluta        | 414,16 km² | 6.808                | Uma Tolu                            | Ai Sucu Nuc, Crarec Maruc, Data Metan, Fahi Lain, Tali Oan                                                                           |
| Ossu           | 403,66 km² | 17.161               | Builale                             | Bete Cai Ana, Cai Leti Ana, Cai Tara Hu, Heni Uta, Liaro                                                                             |
| Ossu           | 403,66 km² | 17.161               | Builo (2017 von Ossorua abgetrennt) | Buareca, Builo, Derulo, Lutuguia |
| Ossu           | 403,66 km² | 17.161               | Liaruca                             | Baha-Neo, Cai-Ua, Liacuda, Liaruca, Selele                                                                                           |
| Ossu           | 403,66 km² | 17.161               | Loi-Huno                            | Cai Latu Lale, Lia Uai Oli, Samaliu, Uai-Heda, Uala Uau                                                                              |
| Ossu           | 403,66 km² | 17.161               | Nahareca                            | Darenau, Macabu U, Maurate, Raila A, Samarogo                                                                                        |
| Ossu           | 403,66 km² | 17.161               | Ossorua                             | Fatu Dere, Laisorule, Raimuti, Sama-Lari, Uai-Bobo, Uatu-Laua, Umabere, Umatamene                                                    |
| Ossu           | 403,66 km² | 17.161               | Ossu de Cima                        | Baca-Isi, Belas, Borala, Cai Uai Ho O, Liamida, Lugabuti, Uairio, Uma Ana Ico                                                        |
| Ossu           | 403,66 km² | 17.161               | Uabubo                              | Buanurac, Dauborobaha, Laritame, Leque-Buti, Ossogori, Uai-Lia                                                                       |
| Ossu           | 403,66 km² | 17.161               | Uaguia                              | Dasarai, Dolibuti, Luhabere, Manulari, Uaitutumata, Uatumanutuco                                                                     |
| Ossu           | 403,66 km² | 17.161               | Uaibobo                             | Darenau, Leo, Mundailo, Samaliurai, Sogau, Uaitau, Uanise                                                                            |
| Uato-Lari      | 287,94 km² | 18.908               | Afaloicai                           | Buibela, Cailaque, Caitau, Daco Ate, Lari, Lena, Loro Sa E, Ossocaiua, Uaicai, Uato Ita                                              |
| Uato-Lari      | 287,94 km² | 18.908               | Babulo                              | Abadere, Aha B Uu, Asa Muta, Beli, Cota Nisi, Daralari, Lia Sidi, Roma                                                               |
| Uato-Lari      | 287,94 km² | 18.908               | Macadique de Baixo                  | Betulari, Comiuro, Coquilaco, Lacarate, Lau-Uma, Lutuguia, Ossolari                                                                  |
| Uato-Lari      | 287,94 km² | 18.908               | Macadique de Cima                   | Bobolaco, Caidaualari, Caidaulata, Daralari, Edemumo, Liacaiua, Macadique, Namanei                                                   |
| Uato-Lari      | 287,94 km² | 18.908               | Macadique Uaitame                   | Bobulita, Borobai, Digamasi, Luroboro, Mata Dalan, Quetori                                                                           |
| Uato-Lari      | 287,94 km² | 18.908               | Matahoi                             | Aele, Buca Dalan-Matahoi, Calohan-Uatulo, Dalan Los-Uanama, Iraler, Loco Loco, Mau Ciac, Mauseloc, Tatilari, Uani Uma, Uasufa, Ulusu |
| Uato-Lari      | 287,94 km² | 18.908               | Uaitame                             | Fohomano, Macadique, Rai Laa, Sana, Uma Qui Ic                                                                                       |
| Uato-Lari      | 287,94 km² | 18.908               | Vessoru                             | Baha-O, Bahabuga, Balabasiba, Culudere, Matau, Mauboro, Uani Uma                                                                     |
| Uatucarbau     | 130,69 km² | 7.401                | Afaloicai                           | Cai Uailita, Daralari, Lacuhu, Lequiuala                                                                                             |
| Uatucarbau     | 130,69 km² | 7.401                | Bahatata                            | Builacurae, Nelu-Uai, Tatadere, Uaimare                                                                                              |
| Uatucarbau     | 130,69 km² | 7.401                | Irabin de Baixo                     | Beturia, Lacloro Ho'o, Macaqui, Macausa, Taradai, Taradiga, Uatodere                                                                 |
| Uatucarbau     | 130,69 km² | 7.401                | Irabin de Cima                      | Caida Ho'o, Cao Oli Ho'o, Mar Rae, Tetumori, Uatubita                                                                                |
| Uatucarbau     | 130,69 km² | 7.401                | Loi Ulo                             | Assafadae, Bualale, Deni-Hare, Lau-Aba, Liabuta                                                                                      |
| Uatucarbau     | 130,69 km² | 7.401                | Uani Uma                            | Alaoli, Boro-Bohae, Osso-Mali, Uatoliloli, Udu                                                                                       |
| Viqueque       | 636,23 km² | 25.755               | Bahalarauain                        | Aidac, Aisahe, Camelitur, Caninuc, Welaco, Wetalitua                                                                                 |
| Viqueque       | 636,23 km² | 25.755               | Bibileo                             | Aisahe, Amarleza, Balideoan, Fatohosan, Hareoan, Lacouai, Mane Claran, Webae                                                         |
| Viqueque       | 636,23 km² | 25.755               | Caraubalo                           | Cabira Oan, Has Abut, Lamaclaran, Mamulac, Manehat, Siralari, Wessa                                                                  |
| Viqueque       | 636,23 km² | 25.755               | Fatudere                            | Aidilalita, Barabeto, Culale |
| Viqueque       | 636,23 km² | 25.755               | Luca                                | Canlor, Iramer, Uma Boot, Uma Lor |
| Viqueque       | 636,23 km² | 25.755               | Maluru                              | Loho Oan, Macalosso, Maluru |
| Viqueque       | 636,23 km² | 25.755               | Uai-Mori                            | Lulei, Mea-Uai, Uaibubo, Uatulesu, Uma-Bo O, Uma-Liurai                                                                              |
| Viqueque       | 636,23 km² | 25.755               | Uma Quic                            | Aidac Bein, Aina Uain, Bahabunac, Bahafou, Lua, Macadean, Maroman, Raihun                                                            |
| Viqueque       | 636,23 km² | 25.755               | Uma Uain Craic                      | Bosabein, Cailoi, Duducai, Fahi Berec, Fatuhadan, Halderai, Loho, Naeboruc, Uhacae                                                   |
| Viqueque       | 636,23 km² | 25.755               | Uma Uain Leten                      | Bahauai, Baria, Cailoibere, Lialura, Macalico, Retica, Tutcui, Ucalale                                                               |

## Statistische Regionen
Für statistische Zwecke wurden die Gemeinden zu Regionen zusammengefasst.
- Region I: Baucau, Lautém, Viqueque
- Region II: Manatuto, Manufahi, Ainaro
- Region III: Dili, Aileu, Ermera
- Region IV: Bobonaro, Cova Lima, Liquiçá
- Sonderregion (Region V): Oe-Cusse Ambeno

## Historisch-kulturelle Regionen

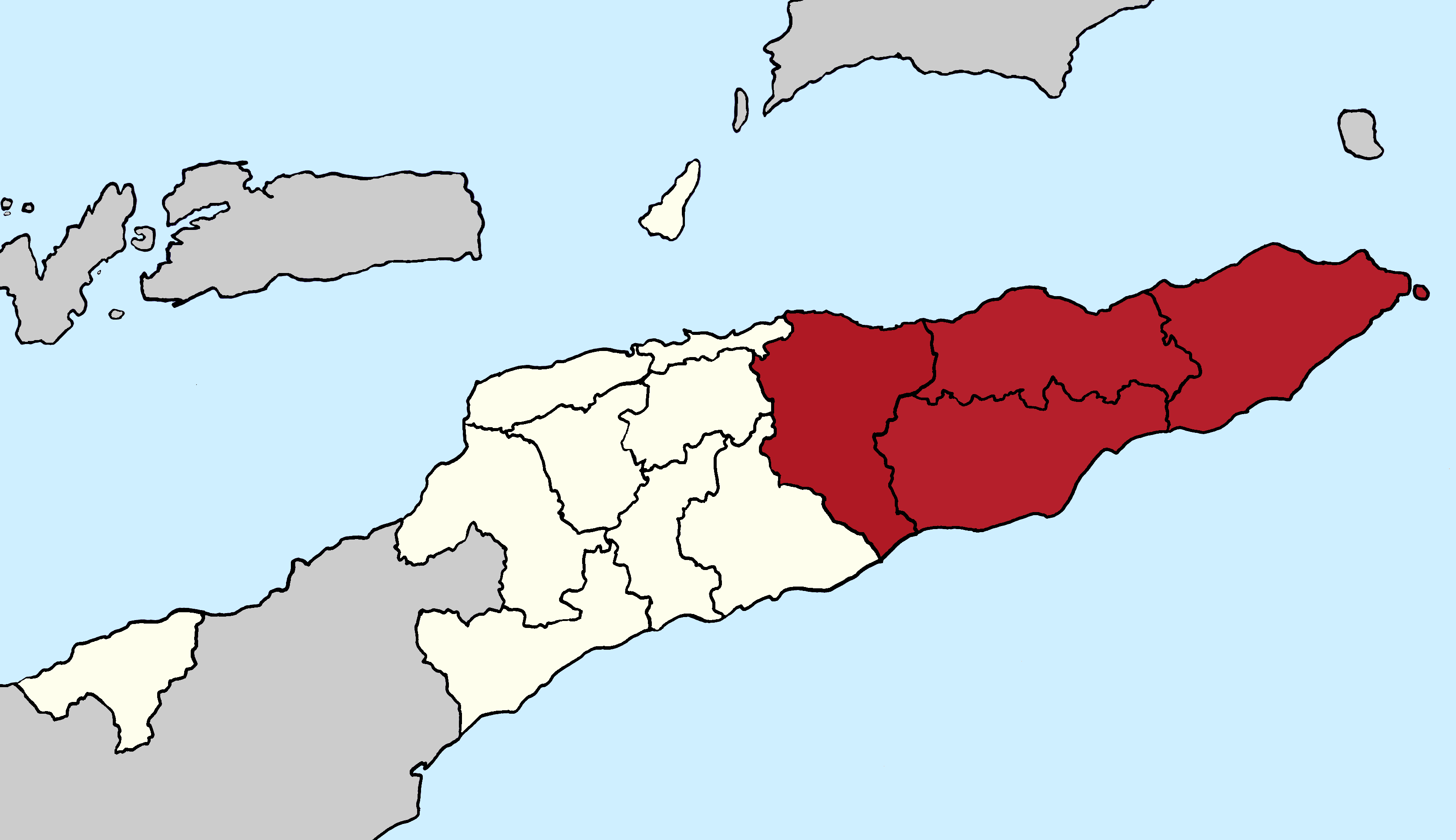
Die kulturellen Regionen Osttimors: Loro Munu (weiß) und Loro Sae (rot).

Historisch-kulturell teilt sich Osttimor in eine West- (Loro Munu) und eine Ostregion (Loro Sae). Vor der Kolonisation durch Portugal und die Niederlande war die Insel Timor in drei lockere Machtbereiche aufgeteilt, die durch ein kompliziertes Bündnissystem miteinander verbunden waren. Den mittleren Teil beherrschte das Reich Wehale mit Laran, dem spirituellen Zentrum der gesamten Insel. Mit der kolonialen Teilung des Einflussgebietes von Wehale wurde dessen östlicher Teil mit dem Ostteil der Insel zur Kolonie Portugiesisch-Timor und später daraus der Staat Osttimor. Diese Spaltung des Landes lässt sich weniger an den einzelnen Sprachgruppen nachvollziehen, hat aber in der Geschichte des Landes immer wieder zu Konflikten geführt, so zuletzt bei den Unruhen in Osttimor 2006. Die Gemeinden werden folgendermaßen den Regionen zugeordnet:
- Loro Munu: Dili, Aileu, Ainaro, Manufahi, Ermera, Bobonaro, Cova Lima, Liquiçá, Oe-Cusse Ambeno.
- Loro Sae: Lautém, Baucau, Viqueque, Manatuto.

## Bistümer

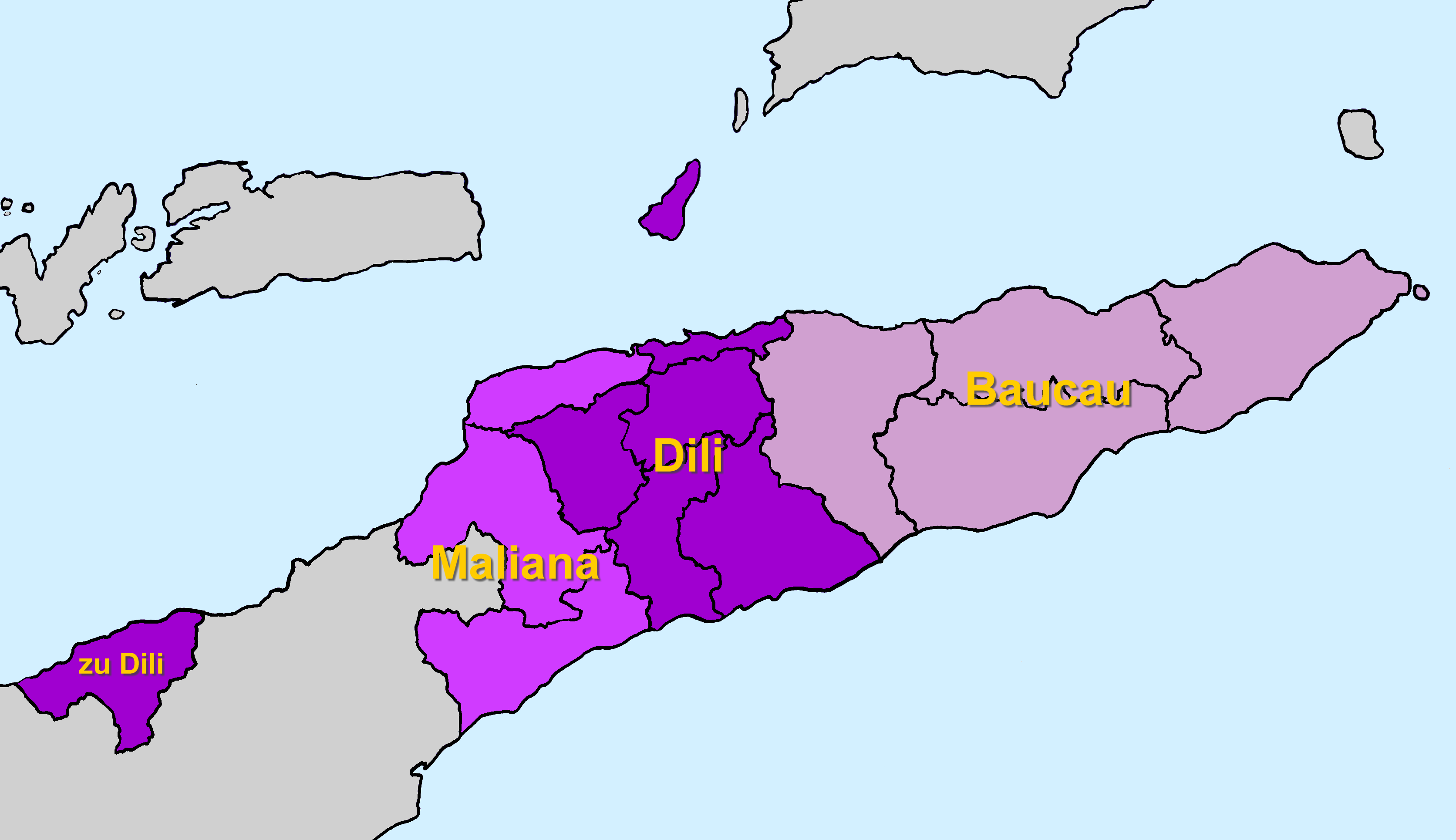
Bistümer Osttimors

Osttimor teilt sich in drei römisch-katholische Bistümer. Das Bistum Baucau im Osten mit den Gemeinden Lautem, Baucau, Viqueque und Manatuto, das Erzbistum Dili mit Dili, Aileu, Ermera, Ainaro, Manufahi und Oe-Cusse Ambeno und das Bistum Maliana mit Bobonaro, Liquiçá und Cova Lima.

## Belege
- Einwohnerzahlen und Flächen: Direcção-Geral de Estatística: Ergebnisse der Volkszählung von 2015, abgerufen am 23. November 2016.